# Erika Mann

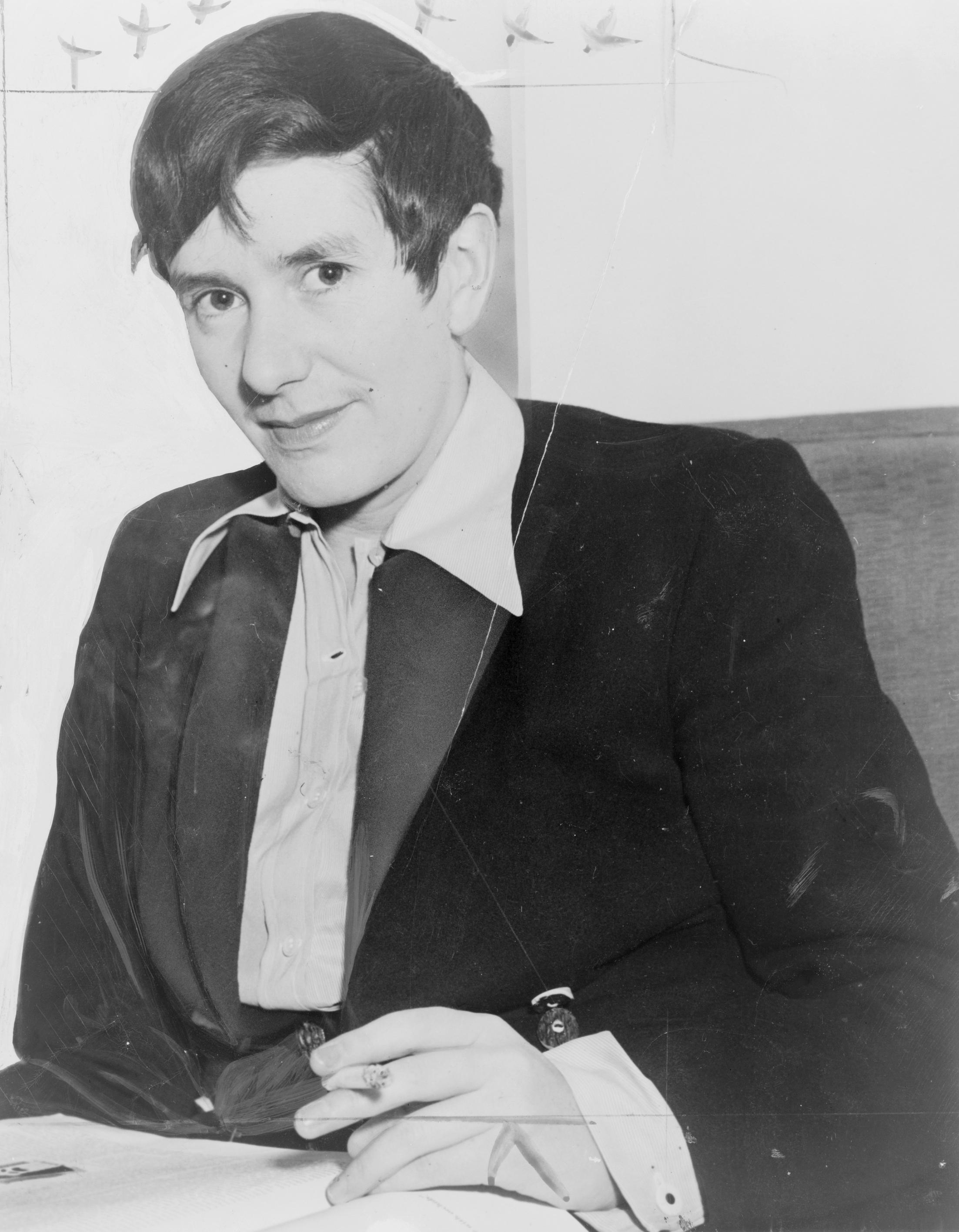
Erika Mann (um 1938)

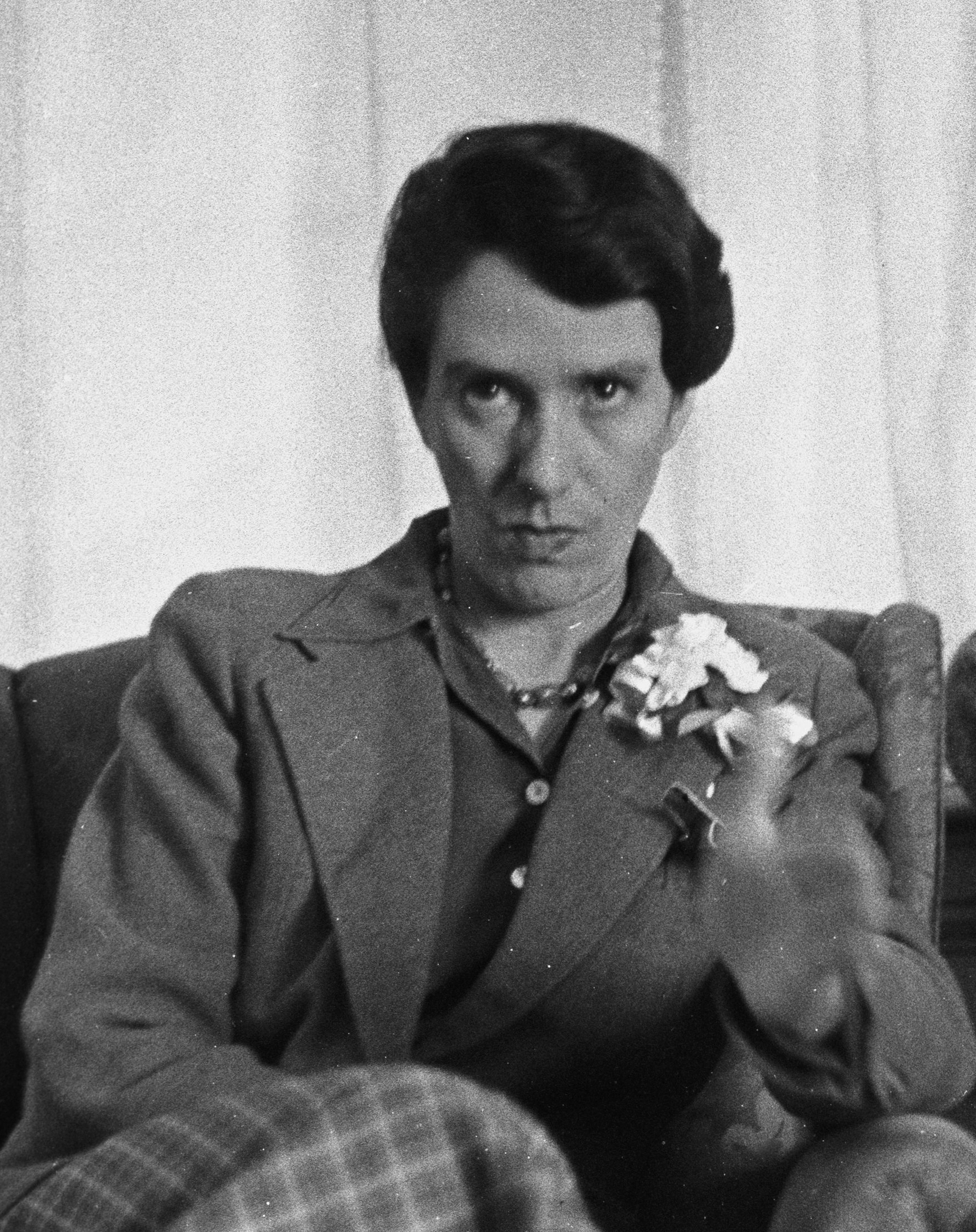
Erika Mann in Los Angeles

Erika Julia Hedwig Mann (* 9. November 1905 in München; † 27. August 1969 in Zürich) war eine deutsche Schauspielerin, Kabarettistin, Schriftstellerin und Lektorin. Sie gründete 1933 das politische Kabarett Die Pfeffermühle und arbeitete mit Vorträgen – als Schriftstellerin und Journalistin auch nach ihrer Emigration in die Vereinigten Staaten – gegen den Nationalsozialismus. Neben ihrer Tätigkeit als Nachlassverwalterin ihres Vaters Thomas sowie ihres Bruders Klaus Mann hat sie ein umfangreiches Werk aus politischen Essays, Reportagen, Reiseberichten und Kinderbüchern hinterlassen.

## Leben

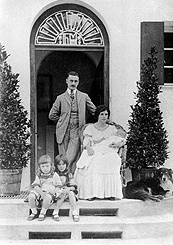
Familie Mann mit Golo als Baby vor dem Sommerhaus in Bad Tölz 1909; links unten auf der Treppe sitzen Klaus und Erika Mann.

### Familie
Erika Mann war die erstgeborene Tochter des Schriftstellers und späteren Literaturnobelpreisträgers Thomas Mann und dessen Ehefrau Katia, geborene Pringsheim, Tochter einer deutschen Intellektuellenfamilie jüdischer Abstammung. Sie wurde nach Katia Manns früh verstorbenem Bruder Erik, Thomas Manns Schwester Julia Mann und ihrer Urgroßmutter Hedwig Dohm benannt und wie schon ihre Mutter evangelisch getauft.

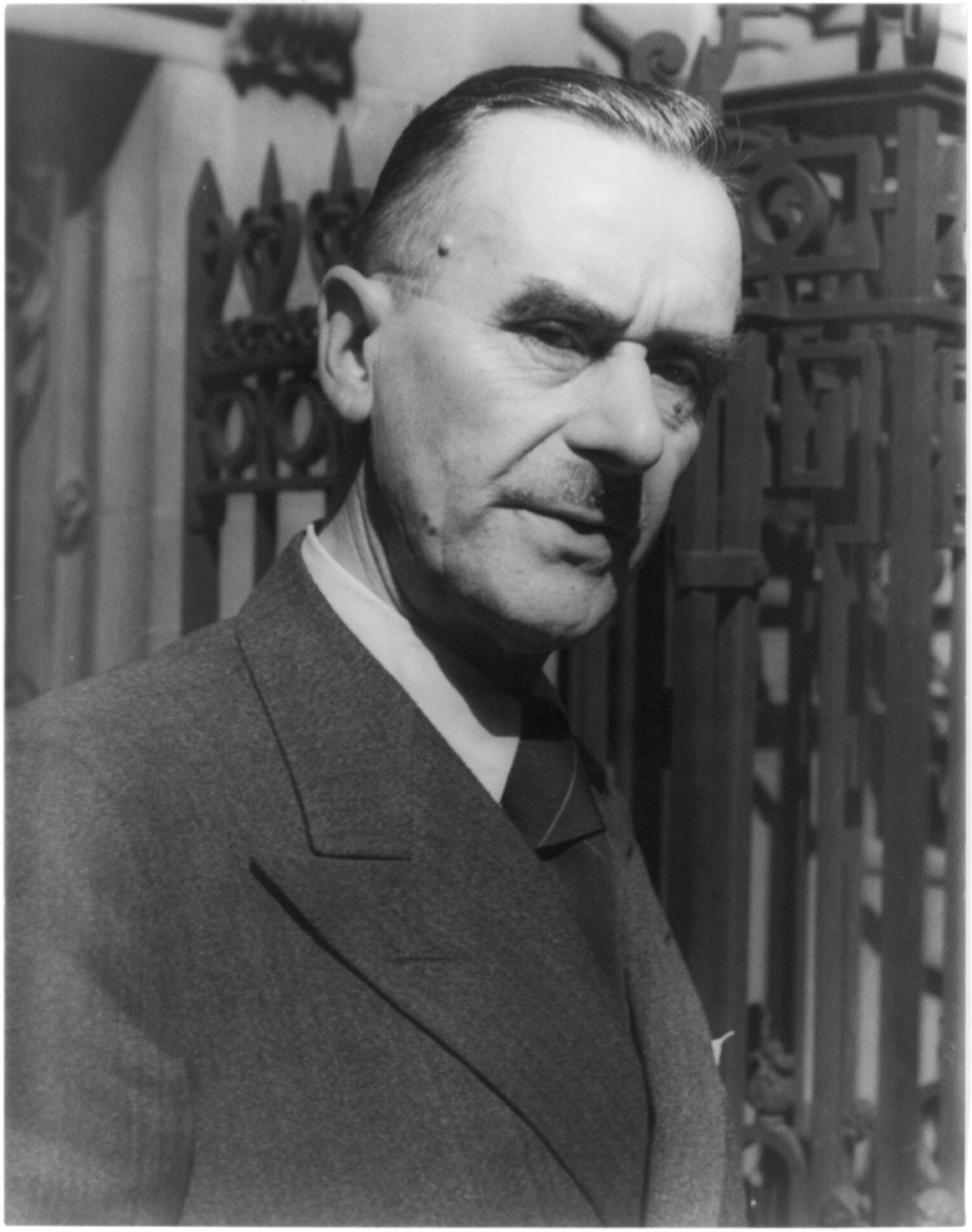
Thomas Mann, Foto: Carl Van Vechten, 1937

Thomas Mann äußerte sich in einem Brief an seinen Bruder Heinrich Mann enttäuscht über die Geburt des ersten Kindes:

„Es ist also ein Mädchen; eine Enttäuschung für mich, wie ich unter uns zugeben will, denn ich hatte mir sehr einen Sohn gewünscht und höre nicht auf, es zu thun. […] Ich empfinde einen Sohn als poesievoller, mehr als Fortsetzung und Wiederbeginn meinerselbst unter neuen Bedingungen.“

Später bekannte er jedoch in seinen Tagebuchaufzeichnungen freimütig, dass er „von den Sechsen drei, die beiden Ältesten [Erika und Klaus] und Elisabethchen, mit seltsamer Entschiedenheit bevorzuge“.
Zu Erika hatte er ein besonderes Vertrauensverhältnis, was sich später darin zeigte, dass sie auf die wichtigen Entscheidungen ihres Vaters einen unmittelbaren Einfluss ausübte. Ihre besondere Rolle war auch den Geschwistern bewusst, so erinnert sich ihr Bruder Golo: „Die Eri muß die Suppe salzen.“ Dieser Spruch über die Zwölfjährige aus dem Jahr 1917 wurde zu einer oft gebrauchten Redewendung der Familie Mann.
Nach Erika folgte der Bruder Klaus, mit dem sie zeitlebens eng verbunden war – sie traten „wie Zwillinge“ auf, und Klaus Mann beschrieb ihre Zusammengehörigkeit mit den Worten „unsere Solidarität war absolut und ohne Vorbehalt“. Die vier jüngeren Geschwister waren Golo, Monika, Elisabeth und Michael. Die Kinder wuchsen in München auf. Ihre Familie mütterlicherseits gehörte zum einflussreichen Großbürgertum der Stadt, der Vater stammte aus der Lübecker Kaufmannsfamilie Mann und hatte 1901 bereits erfolgreich den Roman Buddenbrooks veröffentlicht.

### Schulzeit und erste Theatererfahrungen

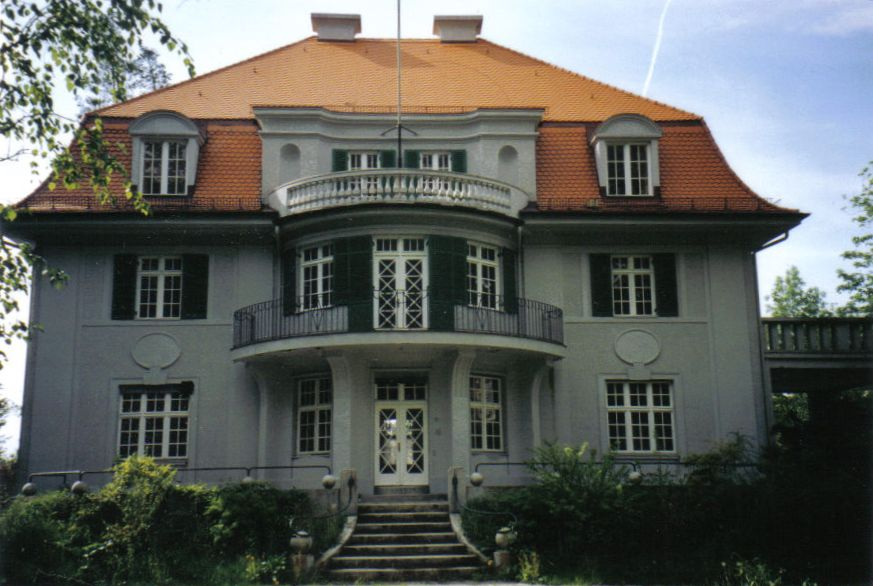
Kulisse der Mann-Villa Poschi, ein Nachbau auf dem Bavaria-Filmgelände in München

Die Familie Mann bezog 1914 ihre bekannte Villa in der Poschingerstraße 1 in Bogenhausen, die in der Familie Poschi genannt wurde. Von 1912 bis 1914 besuchte Erika Mann mit ihrem Bruder Klaus die private Ebermayerschule, anschließend für ein Jahr die Bogenhausener Volksschule, und von 1915 bis 1920 absolvierte sie die Höhere Mädchenschule am St. Annaplatz. Im Mai 1921 wechselte sie zum Münchner Luisengymnasium. Zusammen mit Klaus und befreundeten Nachbarskindern, zu denen auch die Töchter Bruno Walters, Gretel und Lotte, sowie Ricki Hallgarten, Sohn einer jüdischen Intellektuellenfamilie, gehörten, gründete sie 1919 eine ambitionierte Schauspieltruppe, den Laienbund Deutscher Mimiker. Noch als Schülerin am Münchner Luisengymnasium stand sie nach einem Engagement von Max Reinhardt das erste Mal auf der Bühne des Deutschen Theaters in Berlin. Die zum Teil boshaften Streiche, die sie in der sogenannten „Herzogpark-Bande“ mit Klaus und befreundeten Nachbarskindern anstellte, veranlassten die Eltern, sie und ihren Bruder Klaus in einem Internat der Reformpädagogik, der Bergschule Hochwaldhausen im hohen Vogelsberg in Oberhessen, unterrichten zu lassen. Von April bis Juli 1922 war sie dort; anschließend kehrte Erika Mann an das Luisengymnasium zurück. 1924 bestand sie ihr Abitur, allerdings mit schlechten Noten. Dann begann sie in Berlin mit dem Schauspielstudium, das sie wegen der zahlreichen Bühnenverpflichtungen unter anderem in Hamburg, München und Berlin aber wieder abbrach.

### Schauspielerin und Schriftstellerin
1925 stellte Erika Mann im ersten öffentlich inszenierten Theaterstück ihres Bruders Klaus, Anja und Esther, mit Pamela Wedekind ein lesbisches Paar dar. Das Stück unter der Regie und Mitwirkung von Gustaf Gründgens wurde in den Hamburger Kammerspielen aufgeführt. Klaus Mann war zu jener Zeit mit Pamela Wedekind verlobt und Erika Mann nicht nur in der Rolle in sie verliebt. Durch den Auftritt der sogenannten „Dichterkinder“ des berühmten Thomas Mann wurde das Stück zu einem großen Publikumserfolg, von den Kritikern inhaltlich und dramaturgisch jedoch verrissen sowie die Darstellung gleichgeschlechtlicher Liebe als Skandal gewertet.

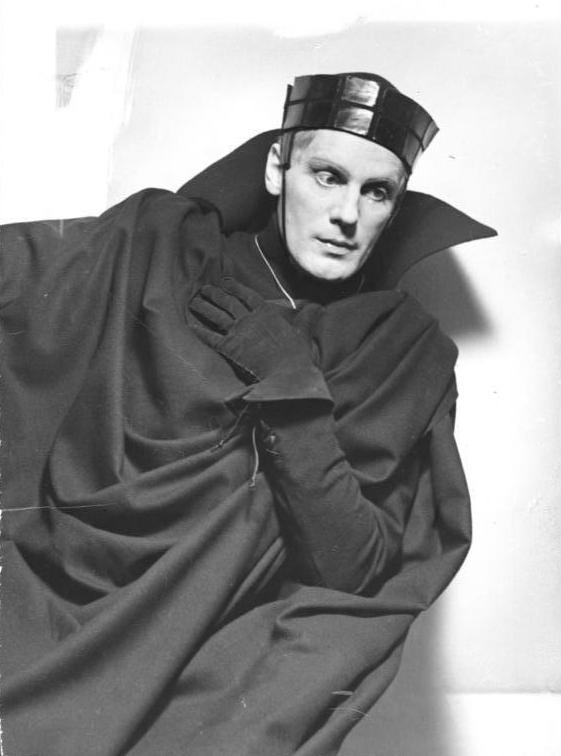
Gustaf Gründgens als Hamlet, 1936

Am 24. Juli 1926 ging sie mit dem Regisseur und Schauspielkollegen Gustaf Gründgens eine Ehe ein, die am 9. Januar 1929 wieder geschieden wurde. 1927 spielte sie in Klaus Manns Stück Revue zu Vieren am Leipziger Schauspielhaus erneut unter der Regie von Gründgens und in gleicher Besetzung wie Anja und Esther und ging anschließend mit Klaus Mann und Pamela Wedekind auf Tournee. Auch Revue zu Vieren bekam schlechte Kritiken. Gründgens weigerte sich daher, wie auch Pamela Wedekind, in weiteren Vorstellungen des Stücks aufzutreten bzw. Regie zu führen. Pamela Wedekind löste 1928 die Verlobung mit Klaus Mann und heiratete im April 1930 Carl Sternheim, den Vater der gemeinsamen Freundin von Erika und Klaus Mann, Dorothea Sternheim, genannt „Mopsa“, die Bühnenbild und Kostüme von Revue zu Vieren entworfen hatte.

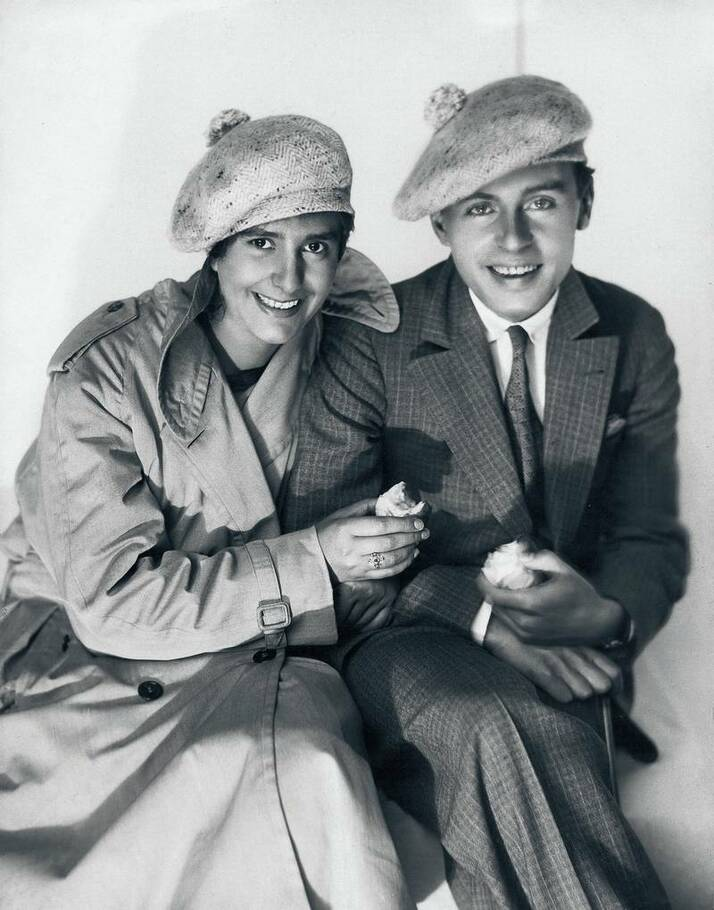
Erika und Klaus Mann, Foto: Eduard Wasow, 1927

In einer Art von Flucht brachen Erika und Klaus Mann am 7. Oktober 1927 von Rotterdam aus zu einer mehrmonatigen Weltreise bis Juli 1928 auf, die beide über die USA, Japan, Korea, China und die Sowjetunion rund um den Globus führte. Durch ihre internationalen Bekanntschaften und die Berühmtheit ihres Vaters lernten sie viele Prominente des US-amerikanischen Kulturbetriebs kennen, wie beispielsweise Emil Jannings, Greta Garbo und Upton Sinclair. Mit dem Namen The Literary Mann Twins präsentierten die Geschwister sich als Zwillinge, um damit weitere Aufmerksamkeit zu erregen. Ein Schwerpunkt ihrer Reise war Hollywood, doch ihre Hoffnung, dort als künftiger Filmstar oder Drehbuchautor entdeckt zu werden, erfüllte sich nicht. Ihren Unterhalt versuchten sie durch Vorträge zu finanzieren, doch die Erträge waren zu gering; und nach der Reise hatten sie hohe Schulden. Diese beglich ihr Vater, nachdem er 1929 den Nobelpreis für Literatur erhalten hatte.
Klaus Mann machte seiner Schwester den Vorschlag, sich auch schreibend zu betätigen, was Erika zunächst ablehnte. In seiner zweiten Autobiografie Der Wendepunkt gab er ihre Meinung wieder: „Es gebe schon genug Schriftsteller in der Familie, behauptete sie eigensinnig, und sie sei nun mal Actrice von Beruf.“ Aber der „Familienfluch“ der Schriftstellerei erfasste auch sie und fand 1929 in dem gemeinsamen Bericht über die Reise unter dem Titel Rundherum. Das Abenteuer einer Weltreise, der im S. Fischer Verlag veröffentlicht wurde, seinen Niederschlag. Nach der Reise kehrte sie nicht zu ihrem Ehemann Gustaf Gründgens zurück. Wie ihr Bruder Klaus Mann wählte sie zukünftig keinen eigenen festen Wohnsitz mehr, sondern wohnte in Hotels oder fand Unterschlupf bei ihren Eltern. Ihre Reiseerfahrungen legte sie auch in ihrem ersten Bühnenstück Hotels nieder, es entstand 1929 und gilt als verschollen.

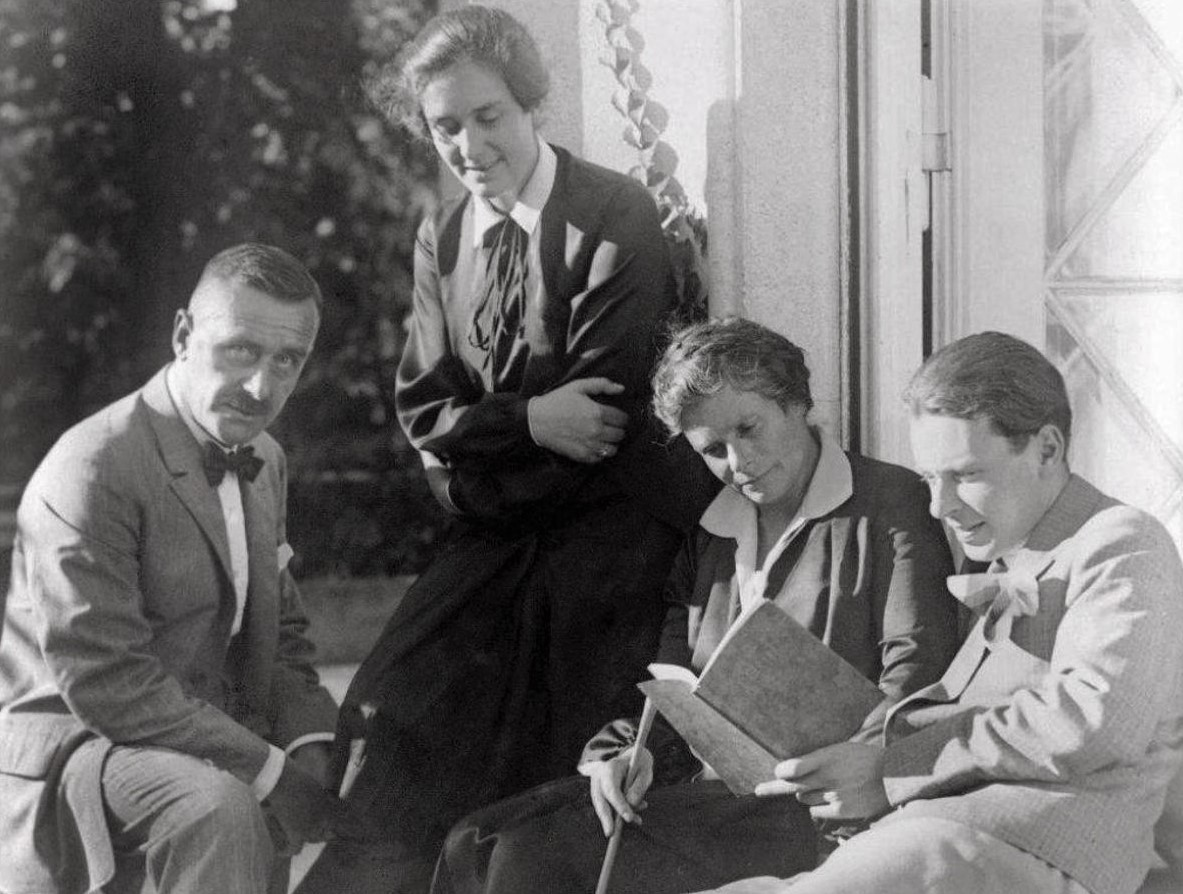
Thomas Mann mit Erika, Ehefrau Katia und Klaus (v. l. n. r.), Foto: Eduard Wasow, 1929

Im Sommer 1930 unternahmen Erika und Klaus Mann eine Reise nach Nordafrika. In der Stadt Fez in Marokko hatten beide erstmals durch ihren Fremdenführer Kontakt mit dem „Zauberkräutlein Haschisch“. Es sollte für die Geschwister zum „Horrortrip“ werden, den Klaus Mann später in seiner zweiten Autobiografie Der Wendepunkt ausführlich beschrieb.
Anfang der 1930er Jahre bekam Erika Mann nach wechselnden Engagements an verschiedenen Bühnen – 1929 spielte sie in München die Königin Elisabeth in Schillers Don Carlos – erste kleine Filmrollen in Mädchen in Uniform als Fräulein von Attems und in Peter Voß, der Millionendieb. 1931 gewann die begeisterte Autofahrerin zusammen mit ihrem Jugendfreund Ricki Hallgarten eine 10.000 Kilometer lange Rallye quer durch Europa. Sie verfasste die Komödie Plagiat unter Mitwirkung von Klaus Mann und schrieb Das Buch von der Riviera. Was nicht im Baedeker steht gemeinsam mit ihrem Bruder Klaus. Im journalistischen Bereich debütierte Erika Mann mit kleineren Beiträgen und Glossen für das Berliner Magazin Tempo. 1932 erschien ihr erstes Kinderbuch, Stoffel fliegt übers Meer, mit Illustrationen von Ricki Hallgarten; und ihr gemeinsam mit Hallgarten verfasstes Weihnachtsspiel Jan’s Wunderhündchen. Ein Kinderstück in sieben Bildern wurde in Darmstadt uraufgeführt. Hallgarten erlebte das Erscheinen des Stoffel nicht mehr; er nahm sich am 5. Mai 1932 das Leben. Erika Manns Bemühungen, den Freund von seinem Suizid abzubringen, hatten keinen Erfolg gehabt.
Ihren Lebensunterhalt verdiente Erika Mann mit ihren Film- und Theaterrollen sowie mit schriftstellerischen Werken, ungeachtet der kritischen weltpolitischen Lage aufgrund der Weltwirtschaftskrise 1929. Wenn das Geld einmal nicht reichte, erhielt sie, ebenso wie ihr Bruder Klaus, die notwendige finanzielle Unterstützung durch das Elternhaus. Doch das Aufkommen des Nationalsozialismus in Deutschland beendete Erika Manns sorgloses, unpolitisches und abenteuerliches Leben. Erstmals zeigte sie politisches Engagement, dem sie auch in zahlreichen Zeitungsartikeln Ausdruck verlieh. Im Januar 1932 trat sie als Rezitatorin bei einer von Constanze Hallgarten – Mutter ihres Freundes Ricki – geleiteten pazifistischen Frauenversammlung auf, die durch rechte Gruppierungen gestört wurde. Durch ihren Auftritt geriet sie – wie auch ihre Familie – ins Kreuzfeuer der nationalsozialistischen Presse. Hallgarten und Mann erhoben mit Erfolg Klage wegen Beleidigung gegen zwei der Blätter, deren Schriftleiter zu 1500 Reichsmark Geldstrafe verurteilt wurden. Dies war aber nur ein Anfangserfolg, denn ihre Konfrontation mit den Nationalsozialisten sollte das Ende ihrer Laufbahn am Theater bedeuten. Zu dieser Zeit war sie bereits alkohol- und drogenabhängig, was in den folgenden Jahren regelmäßige Entzugs- und Erholungskuren nötig machte.

### Kabarettistin im Schweizer Exil

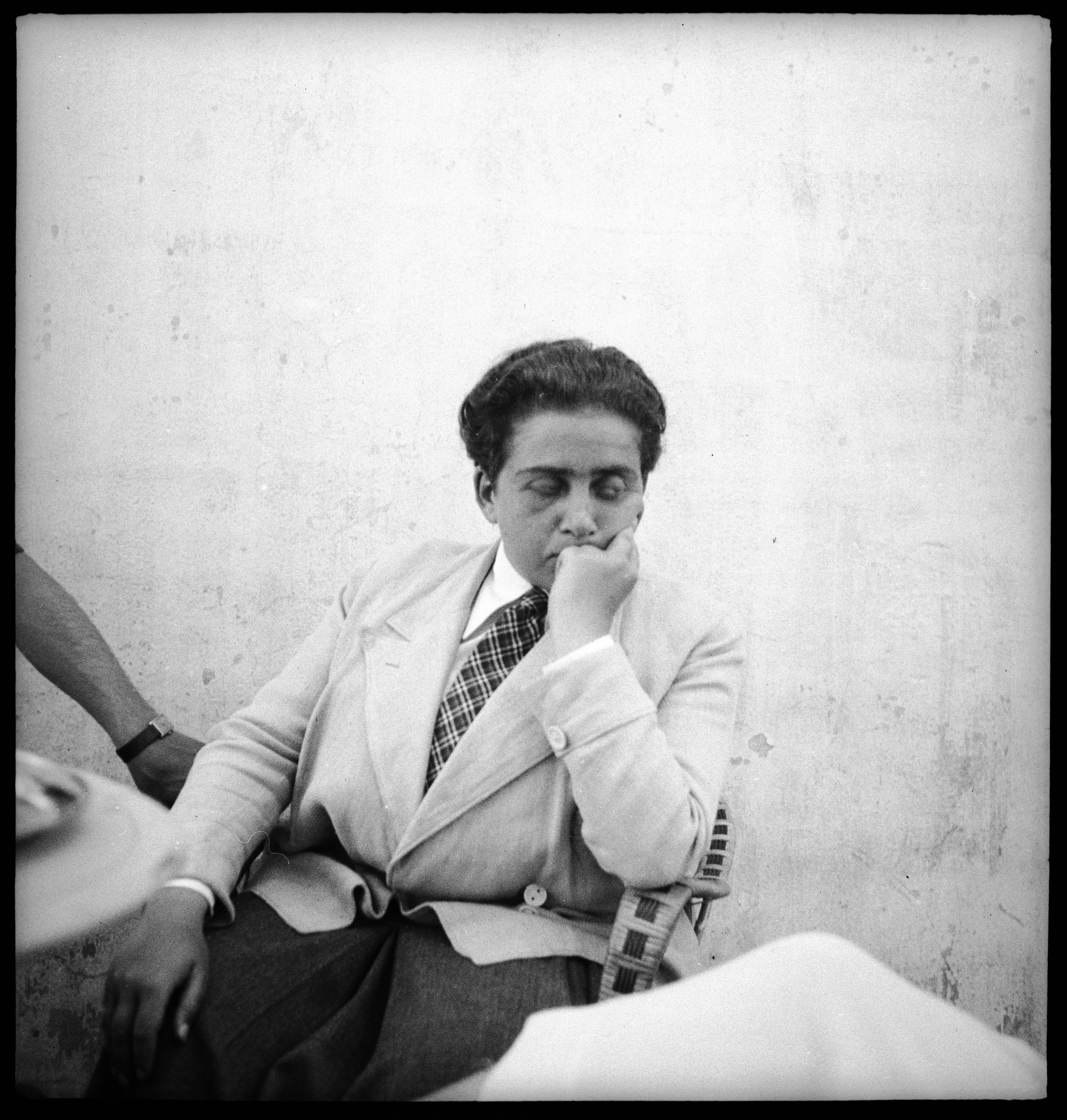
Therese Giehse, fotografiert von Annemarie Schwarzenbach, 1933

Zusammen mit Klaus und ihrer Freundin und Geliebten Therese Giehse sowie dem Pianisten und Komponisten Magnus Henning und einigen weiteren Freunden begründete sie am 1. Januar 1933 das politisch-literarische Kabarett Die Pfeffermühle in der Bonbonniere in München. Das Kabarett debütierte mit Texten von Erika und Klaus Mann sowie von Walter Mehring, die Vorstellungen waren ausverkauft. Das Folgeprogramm hatte am 1. Februar 1933 Premiere, bildete jedoch bereits das Finale in Deutschland, denn nach dem Reichstagsbrand im Februar in Berlin erfolgte Anfang März die nationalsozialistische Machtübernahme in Bayern. In München herrschte nun der Nationalsozialist Franz von Epp als Reichskommissar für Bayern.

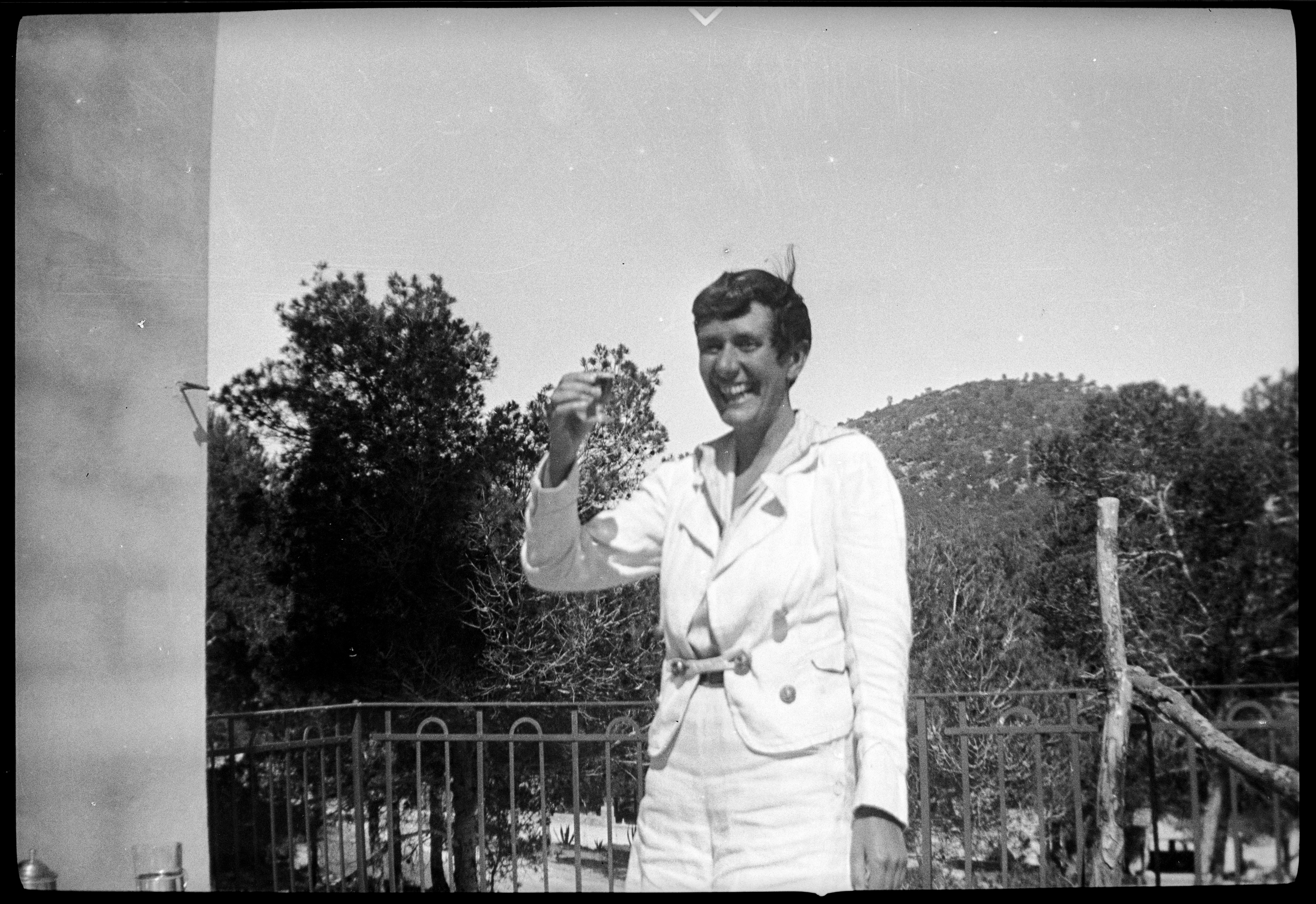
Erika Mann, Foto: Annemarie Schwarzenbach, 1933

Um einer Verhaftung zu entgehen, mussten die Ensemblemitglieder untertauchen. Erika und Klaus Mann warnten ihre Eltern, die sich im März 1933 auf einer Erholungsreise in Arosa befanden, brieflich und telefonisch vor einer Rückkehr nach Deutschland. Klaus Mann fuhr am 13. März nach Paris, während Erika die Joseph-Manuskripte ihres Vaters zusammenraffte und in die Schweiz abreiste, wo sie Thomas Mann die aus dem Elternhaus in München geretteten Manuskripte übergab.
Als Exil wählte die Familie Mann im Juni 1933 Sanary-sur-Mer in Frankreich. Im September kehrten sie in die Schweiz zurück und ließen sich in Küsnacht nieder. Die Pfeffermühle wurde am 30. September von Erika und Klaus Mann sowie Giehse im Hotel Hirschen in Zürich wieder eröffnet. Von November bis Dezember 1933 folgte eine erfolgreiche Tournee durch fünf Schweizer Städte, und mit neuem Programm eine zweite Tournee von Mai bis Juni 1934. Das dritte Programm vom Herbst 1934 wurde von der Schweizer Presse verrissen und löste Krawalle aus. Das Ensemble wich daher auf die Tschechoslowakei, Belgien, Holland und Luxemburg aus. Ende 1935 gastierte Die Pfeffermühle wieder in der Schweiz.

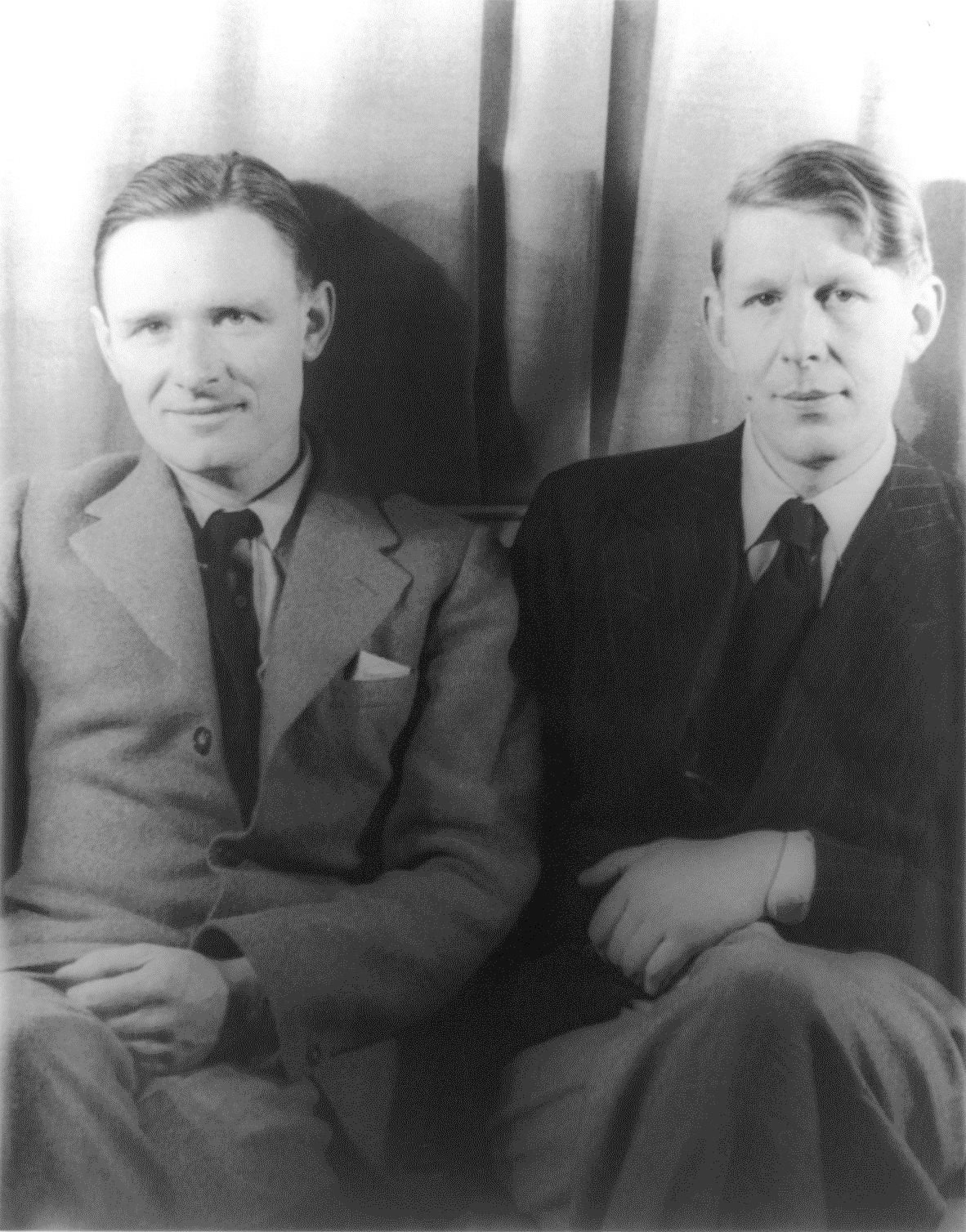
Christopher Isherwood und W. H. Auden (rechts, 1939)

Die schlechte Presse des dritten Programms lastete Erika Mann Renée Schwarzenbach-Wille an, der Mutter ihrer Freundin Annemarie Schwarzenbach und Tochter des Generals Ulrich Wille, die ihr einen schlechten Einfluss auf Annemarie unterstellte und die zudem mit dem Nationalsozialismus sympathisierte. Das Projekt wurde mittlerweile von den deutschen Behörden als deutschfeindlich klassifiziert und Erika Mann als dessen „geistige Urheberin“ angesehen. Daraufhin wurde ihr am 11. Juni 1935 die deutsche Staatsbürgerschaft entzogen. Auf der Ausbürgerungsliste dieses Tages standen außer Erika Mann unter anderen die Namen Bertolt Brecht und Walter Mehring. Abhilfe war schnell gefunden, denn am 15. Juni 1935 heiratete sie auf Vermittlung von Christopher Isherwood, einem Freund Klaus Manns, in zweiter Ehe den ihr unbekannten Literaten W. H. Auden und erlangte damit die britische Staatsbürgerschaft. Die Pfeffermühle wurde bis Mai 1936 in der Schweiz und den Benelux-Staaten weiter aufgeführt und erreichte insgesamt 1034 Auftritte. Ihr politisches Engagement, das sich in ihren Kabarettstücken zeigte, fand Anerkennung: „Sie machen zehnmal mehr gegen die Barbarei als wir alle Schriftsteller zusammen“, schrieb Joseph Roth im Frühjahr 1935 an Erika Mann.

### Amerikanisches Exil

#### Vortragsreisen in den USA alslecturer

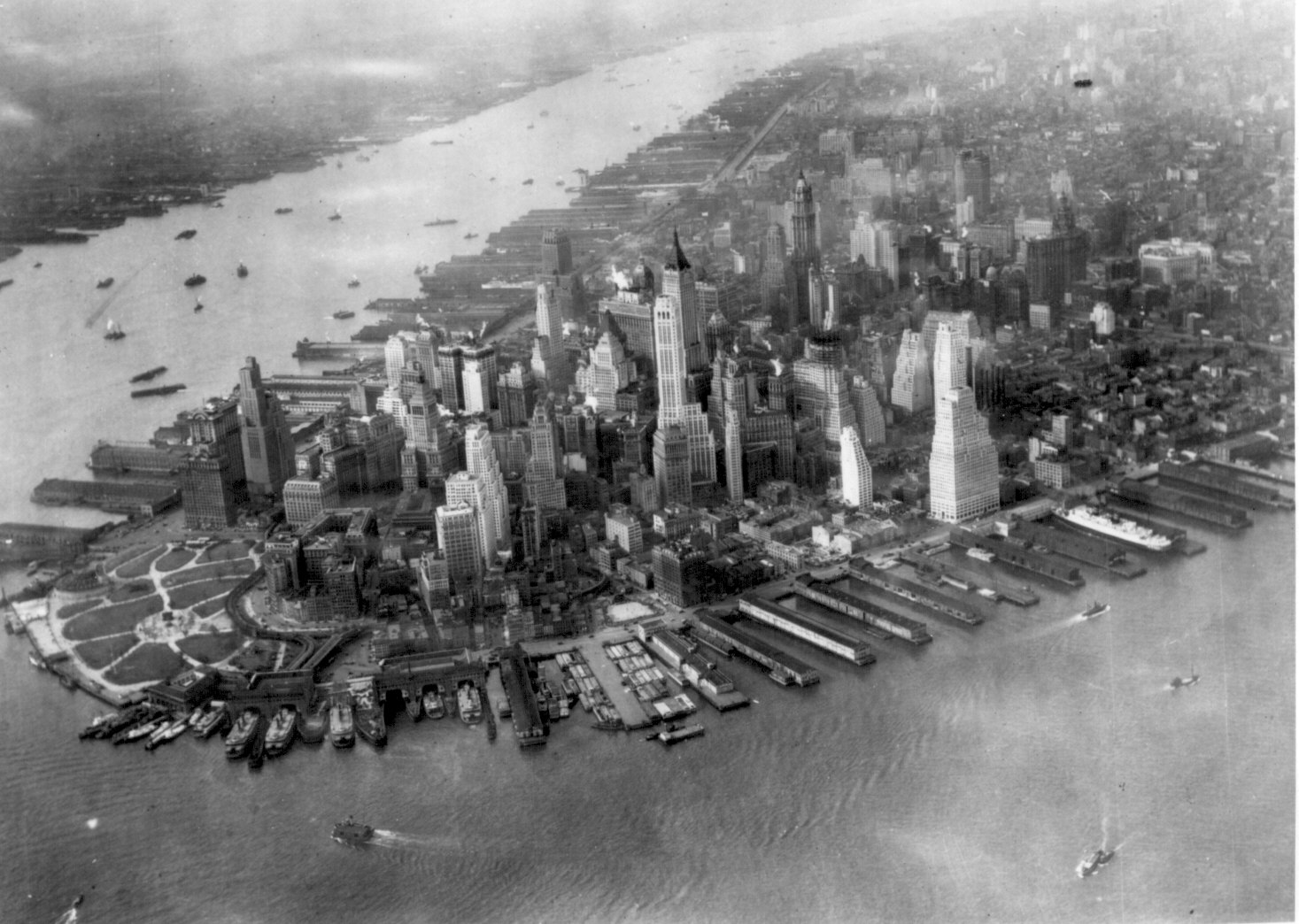
Der New Yorker Stadtteil Manhattan, um 1931

Im September 1936 reisten Erika und Klaus Mann sowie Therese Giehse, Magnus Henning, Lotte Goslar und Sybille Schloß in die USA, um dort für ihr Kabarett, das in Europa nur noch unter strengen Auflagen aufgeführt werden konnte, einen neuen Spielort zu finden. Die Premiere der Peppermill fand am 5. Januar 1937 in New York statt.
Erika Mann wohnte im Hotel Bedford in Manhattan, in dem sie wie auch ihr Bruder Klaus oft Quartier nehmen sollte. Die Aufführungen der Peppermill scheiterten jedoch am mangelnden Interesse der Amerikaner, die eine solche Kunstform nicht kannten. Aus diesem Grund setzte Erika Mann ihre Arbeit gegen den Nationalsozialismus auf andere Weise fort: Sie publizierte in Zeitungen und unternahm als lecturer Vortragsreisen, auf denen sie vor verschiedenen Gruppen und Vereinen referierte. Im März 1937 sprach sie unter anderem auf einer Massenveranstaltung des American Jewish Congress. Mit ihren Vorträgen hatte sie in den ersten Jahren großen Erfolg und übte diese Tätigkeit bis 1948 aus. Klaus Mann äußert sich in seiner Autobiografie Der Wendepunkt zu ihrer Tätigkeit als lecturer:

„Die Profession des ‚lecturers‘ – in anderen Erdteilen so gut wie unbekannt – gehört zu den Besonderheiten des amerikanischen Lebens. […] Erika konnte eine der begehrtesten ‚lecturers‘ des Kontinents werden, weil sie Hörenswertes zu sagen hat (‚She has a message!‘) und weil sie das Hörenswerte mit liebenswürdiger Intensität zu Gehör bringt (‚She has personality‘).“

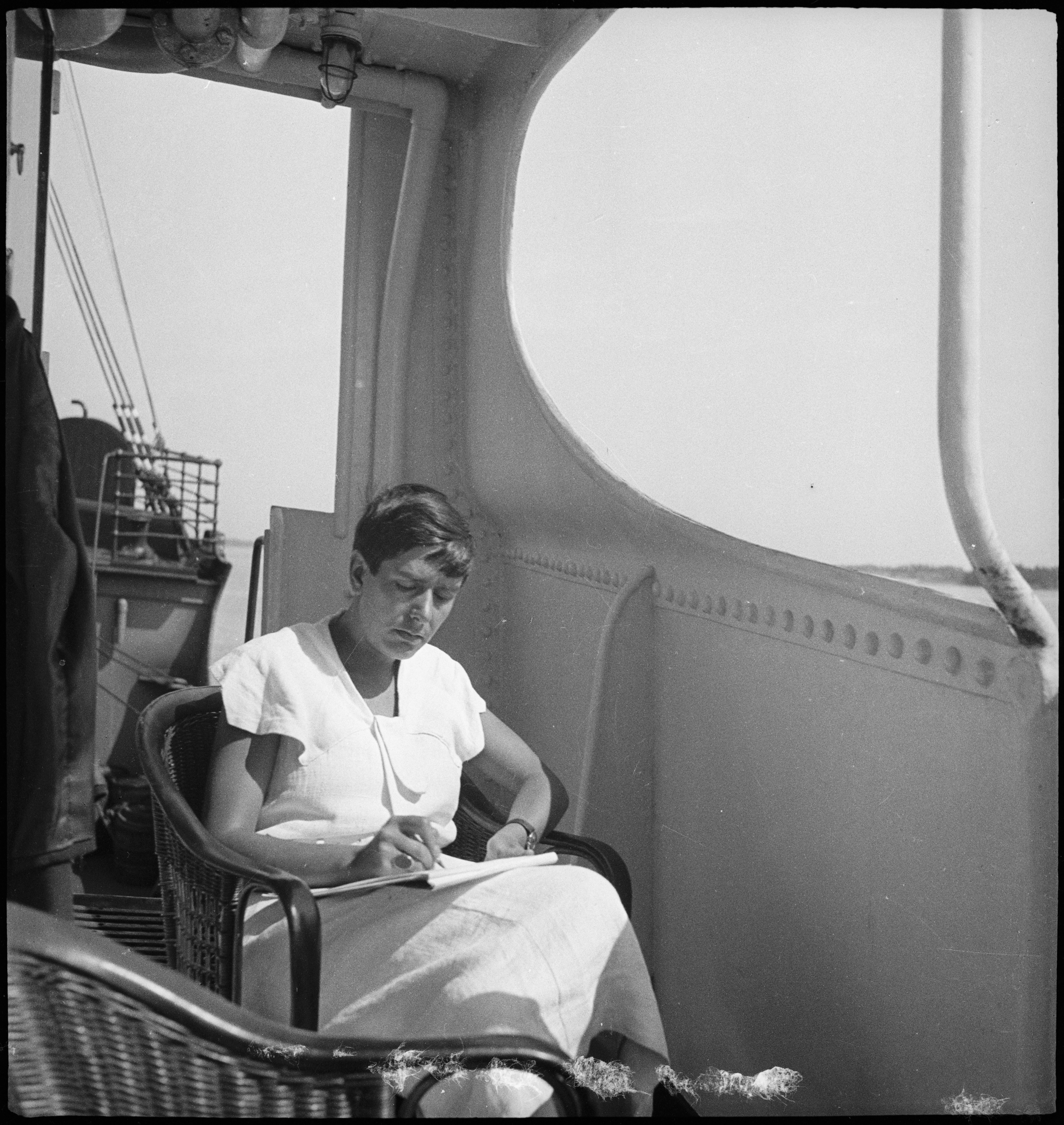
Erika Mann auf einem Schiff in Finnland, Foto: Annemarie Schwarzenbach, Juni 1937

Ab 1937, ihrem offiziellen Einwanderungsjahr, lebte Mann zeitweise mit dem Arzt und Schriftsteller Martin Gumpert zusammen, der sie heiraten und von ihrer unsteten Lebensweise sowie dem Drogenkonsum abbringen wollte. Sie beharrte jedoch auf ihrer Art der Lebensführung; ihre Liebe für ihn kenne keine Forderungen, und umgekehrt wolle sie es auch so.
Nach eindringlichen Appellen und Forderungen seiner Tochter Erika hatte sich Thomas Mann in einem offenen Brief vom 3. Februar 1936 an Eduard Korrodi, der am 26. Januar 1936 in der Neuen Zürcher Zeitung gegen die Emigrantenliteratur polemisiert hatte, eindeutig zur Emigration und Exilliteratur bekannt und damit seinen endgültigen Bruch mit dem nationalsozialistischen Deutschland öffentlich gemacht. Der seit 1933 schwelende Konflikt zwischen Thomas Mann und seinen ältesten Kindern um dieses Bekenntnis war damit bereinigt. Erika Mann hatte sich beispielsweise im August 1933 in einem Brief an Klaus Mann bitter geäußert: „Uns ist bei unserer Jugend eine große Verantwortung aufgeladen in Gestalt unseres unmündigen Vaters.“
Als Konsequenz seiner solidarischen Stellungnahme wurde auch Thomas Mann die deutsche Staatsangehörigkeit aberkannt. Noch vor Ausbruch des Zweiten Weltkriegs emigrierte das Ehepaar Mann 1938 in die USA, wo Thomas Mann eine Gastprofessur an der Universität von Princeton erhalten hatte.
In den USA begleitete Erika Mann neben ihren eigenen Verpflichtungen ihren Vater auf seinen Vortragsreisen und leistete ihm aufgrund ihrer guten Sprachkenntnisse wertvolle Dienste, wenn er nach den Vorträgen in der Diskussion mit den Zuhörern um treffsichere Formulierungen und Argumente rang, die sie dann für ihn vortrug. Erika Mann redigierte und kürzte seine Manuskripte und übersetzte seine Texte ins Englische. Auch die Haushaltsauflösung in Zürich lag in ihren Händen.

#### Politisch motivierte Buchprojekte
Ebenfalls 1938 bereisten Erika und Klaus Mann Spanien, um gemeinsam Reportagen vom Spanischen Bürgerkrieg zu erstellen, die unter dem Titel Back from Spain veröffentlicht wurden. Im September erschien Erika Manns erster Dokumentarbericht School for Barbarians. Education under the Nazis, der sehr erfolgreich mit 40.000 Exemplaren innerhalb von drei Monaten in Amerika verkauft wurde. Die deutsche Ausgabe Zehn Millionen Kinder. Die Erziehung der Jugend im Dritten Reich veröffentlichte der Freund und Verleger Fritz H. Landshoff im selben Jahr in seinem Exil-Verlag Querido in Amsterdam. Landshoff hatte um Erika Mann geworben; sie bevorzugte ein freundschaftliches Verhältnis, bemühte sich aber intensiv, ihn von seiner Drogensucht abzubringen, obwohl sie selbst Drogen konsumierte. In ihrer Rolle als „psychische Pflegerin“ versuchte sie, die Folgen seiner depressiven Schübe zu lindern. Sie schlug Landshoff 1939 sogar die Ehe vor, die dieser zu ihrer Erleichterung ablehnte.
Gemeinsam mit ihrem Bruder Klaus gab Erika Mann 1939 Escape to Life und 1940 The Other Germany heraus. Im selben Jahr wurde ihr mit Illustrationen versehenes zweites „politisches Lehrbuch“, wie sie ihre Dokumentarberichte nannte, The Lights Go Down (Wenn die Lichter ausgehen) mit dem Thema „Alltag unterm Hakenkreuz“ in London und New York veröffentlicht.

#### Aufgaben als Kriegskorrespondentin

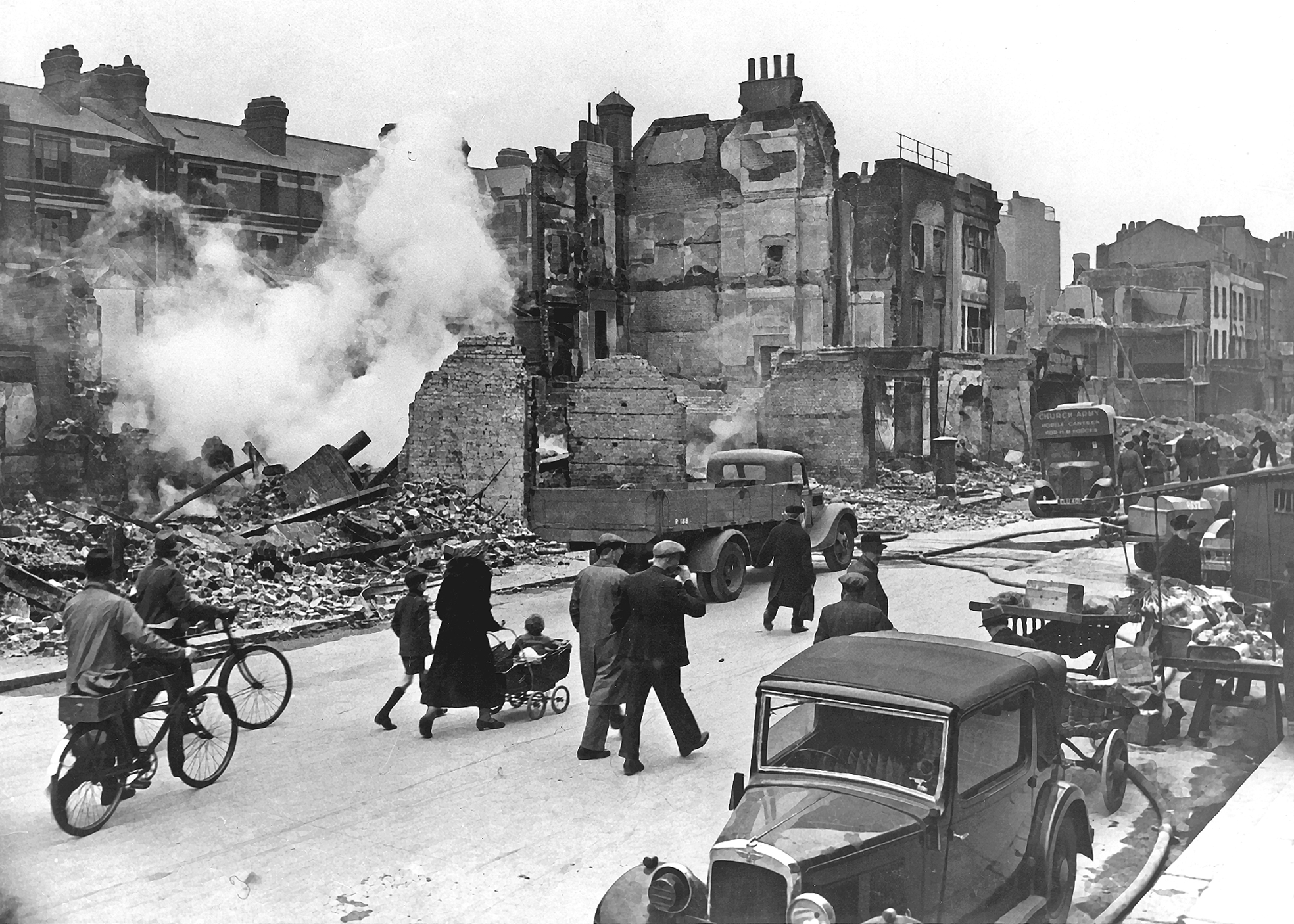
Bei einem Luftangriff zerstörte Londoner Häuser während The Blitz

Von Oktober bis August 1940 und Juni bis September 1941 arbeitete Erika Mann als Korrespondentin für die britische BBC in London an Propagandasendungen, die nach Deutschland ausgestrahlt wurden. Während der deutschen Bombenangriffe („The Blitz“) im September 1940 sendete sie Aufrufe an die Deutschen, erklärte ihnen die Sinnlosigkeit dieses Krieges und prophezeite, dass sie ihn mit Sicherheit verlieren würden. Erika Mann war selbst von der Ausbombung betroffen, Manuskripte und ihre Schreibmaschine wurden zerstört. An die Vereinigten Staaten appellierte sie, in den Krieg einzutreten, da Hitler auch die amerikanische Nation bedrohe. Zwischen den Londoner Aufenthalten war sie in den USA auf Vortragsreisen unterwegs.
Ab 1942 war Erika Mann für die US-Propagandabehörde Office of War Information in New York tätig. Im selben Jahr erschien im L. B. Fischer Verlag, New York, ihr Kinderbuch A Gang of Ten (dt. Zehn jagen Mr. X). Das Thema des Buches hatte einen traurigen Hintergrund: Das Schiff, die City of Benares, das ihre Schwester Monika Mann und ihren Mann Jenö Lányi nach Kanada bringen sollte, wurde am 18. September 1940 mitten im Nordatlantik von einem deutschen U-Boot versenkt. Die Schwester konnte knapp gerettet werden, der Schwager kam ums Leben; von den 90 Kindern an Bord des Schiffes überlebten nur 13. Erika Mann setzte ihnen mit A Gang of Ten ein Denkmal. Sie schildert in dem Buch die Geschichte von zehn Kindern unterschiedlicher Nation, die Mister X, einem Agenten Hitlers, das Handwerk legen.

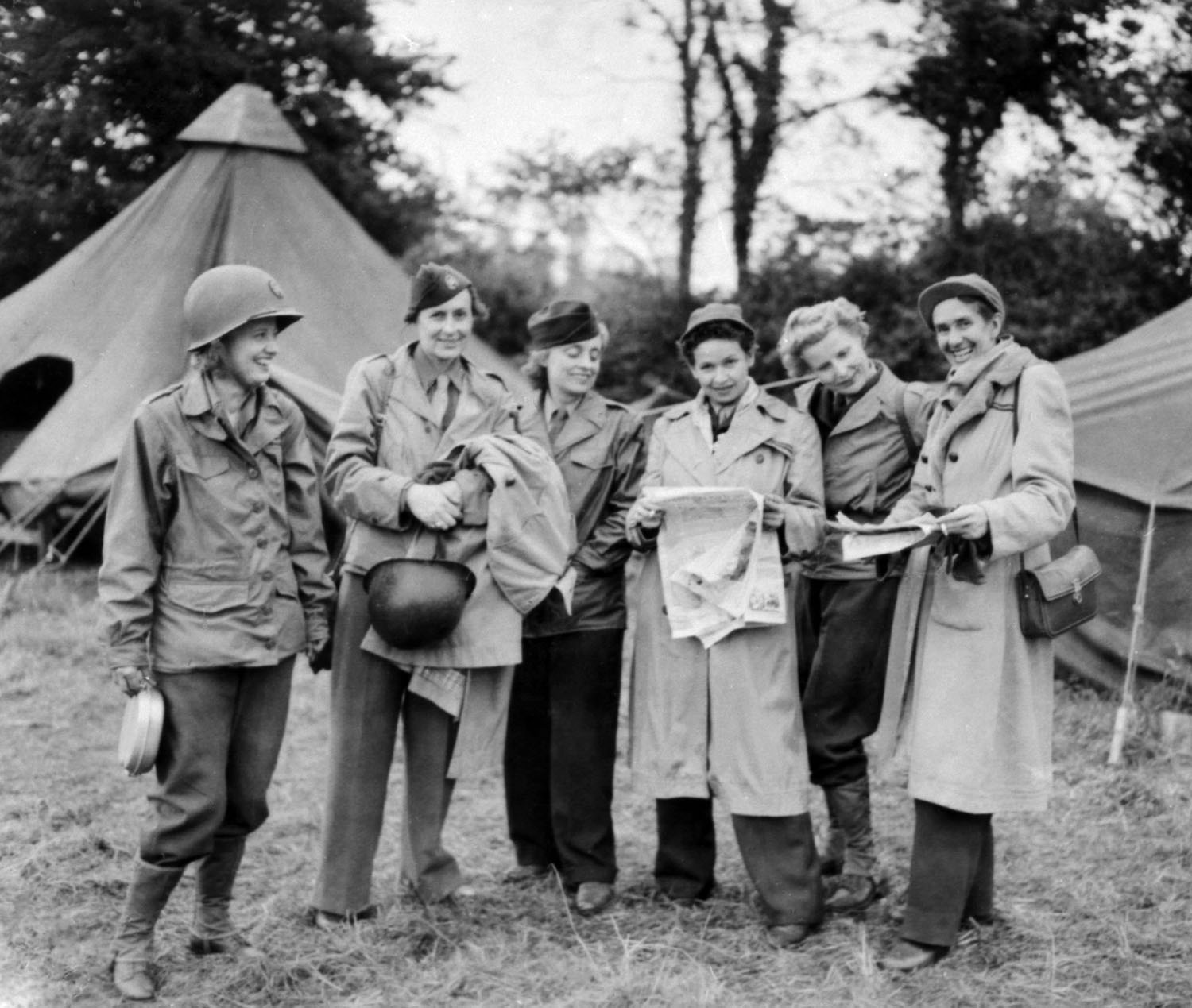
Kriegskorrespondentinnen 1944, Erika Mann ganz rechts, und Betty Knox dritte von rechts

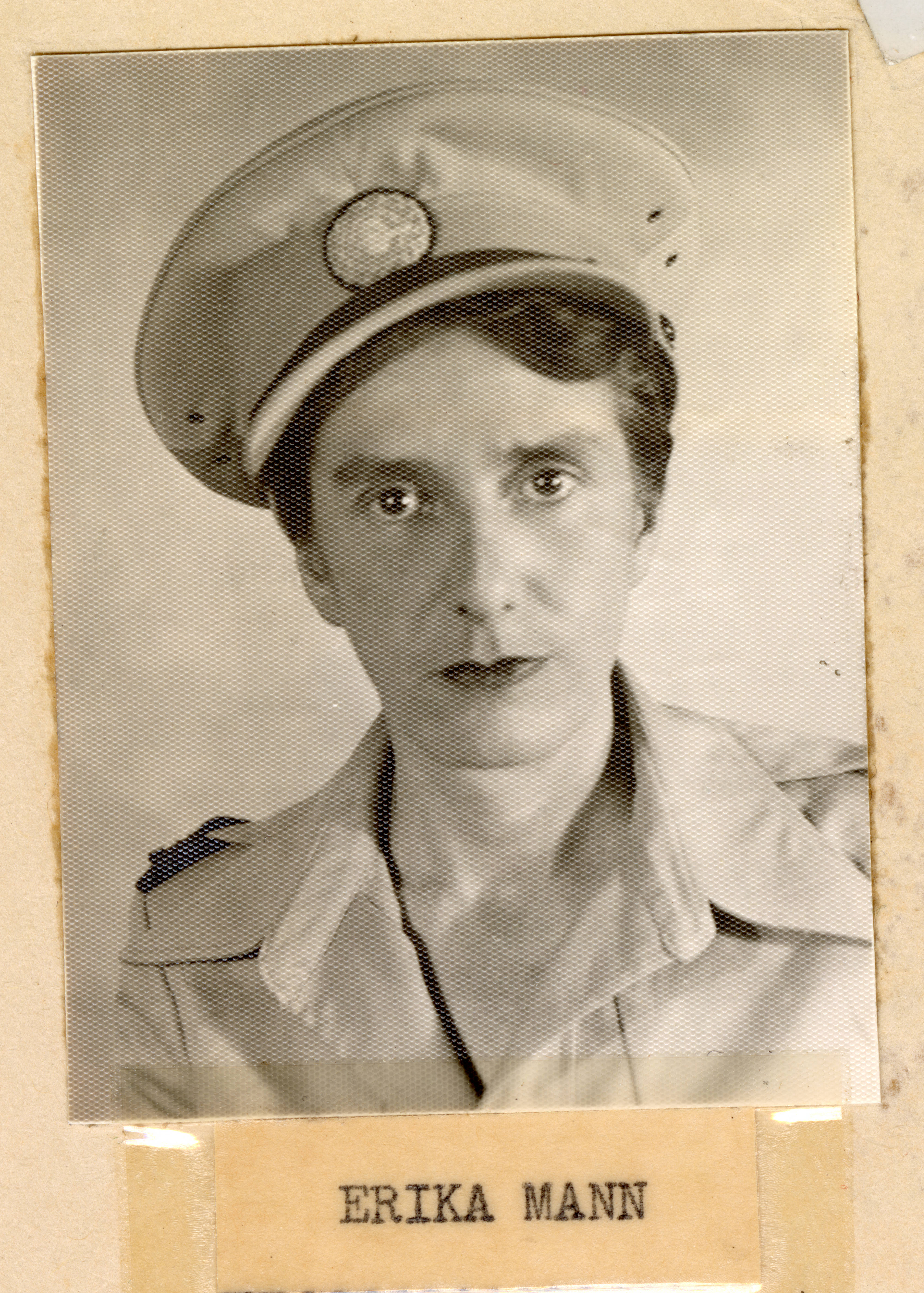
Erika Mann in Uniform, um 1943

Von 1943 bis 1945 war Erika Mann Kriegsberichterstatterin für diverse Zeitungen und war dabei in Status und Bezahlung einem US-Offizier im Range eines Captain gleichgestellt. So war sie als Kriegskorrespondentin mit der Ninth Army der US-Streitkräfte unterwegs und hielt sich unter anderem in Ägypten, Belgien, Frankreich und Palästina auf. Ebenfalls 1943 begann sie mit der Niederschrift ihrer Autobiografie mit dem Titel I Of All People (dt. Ausgerechnet Ich), die jedoch Fragment blieb. In ihrer Funktion als Kriegsberichterstatterin war sie auch vor Ort, als am 6. Juni 1944 die Westalliierten in der Normandie landeten. Nach der Kapitulation Deutschlands im Mai 1945 war sie in ihrer alten Heimat und sah die zerstörten Städte. Konfrontiert mit Tätern und Mitläufern, verfasste sie einen Erfahrungsbericht, Alien Homeland, den sie jedoch nicht vollendete. In unversöhnlicher Härte verurteilt sie darin die larmoyante Haltung mancher Landsleute, die sich in Selbstmitleid flüchteten und von gemeinschaftlicher Verantwortung nichts wissen wollten.

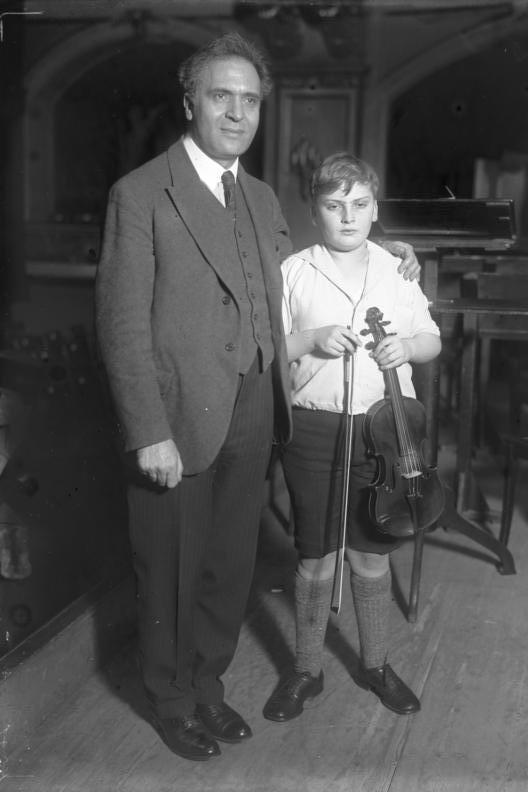
Bruno Walter mit dem jungen Yehudi Menuhin, 1929

Während ihrer Militärzeit lernte sie Betty Knox kennen, die wie sie als Kriegsberichterstatterin arbeitete, und hatte mit ihr eine Affäre. Zeitgleich führte sie eine heimliche und unglückliche Liaison mit dem dreißig Jahre älteren Dirigenten Bruno Walter, dem Vater ihrer Jugendfreundinnen Lotte und Gretel Walter.
1945 schrieb Erika Mann für den Londoner Evening Standard über den ersten Nürnberger Kriegsverbrecherprozess und verschaffte sich Zutritt zum Gefängnis in Mondorf-les-Bains (Luxemburg), wo die Repräsentanten des NS-Regimes einsaßen. Wie Mann in einem Brief berichtete, sei es bisher noch keiner Frau gelungen, diesen Ort zu betreten. Sie sah leibhaftig unter anderen Hermann Göring, Alfred Rosenberg und Julius Streicher, mit denen sie zwar nicht sprechen durfte, sodass sie später Vernehmungsbeamte zu ihnen schickte und den Gefangenen ihre Identität mitteilen ließ. Besonders Göring zeigte sich geschockt und erklärte, dass, hätte er den Fall Mann bearbeitet, die Sache anders gehandhabt worden wäre: „‚Ein Deutscher von T. M.s Format hätte dem Dritten Reich sicherlich angepaßt werden können‘. Ich kabelte all dies und vieles mehr an den London Evening Standard, der es auf der Titelseite groß herausbrachte.“ Ein ganzes Jahr reiste Erika Mann durch Deutschland, ihr „alien homeland“, und schrieb Reportagen über bekannte und unbekannte Deutsche. Bei Ilse Heß, der Frau von Rudolf Heß, trat sie als „Mildred“ auf, als scheinbar harmlose neugierige Journalistin.
Ab 1946 musste Erika Mann wegen ihres schlechten Gesundheitszustandes durch den jahrelangen Alkohol- und Drogenmissbrauch regelmäßig ihre Arbeit zu Kuren in verschiedenen Sanatorien und Kurkliniken unterbrechen.

#### Thomas Manns „Tochter-Adjutantin“

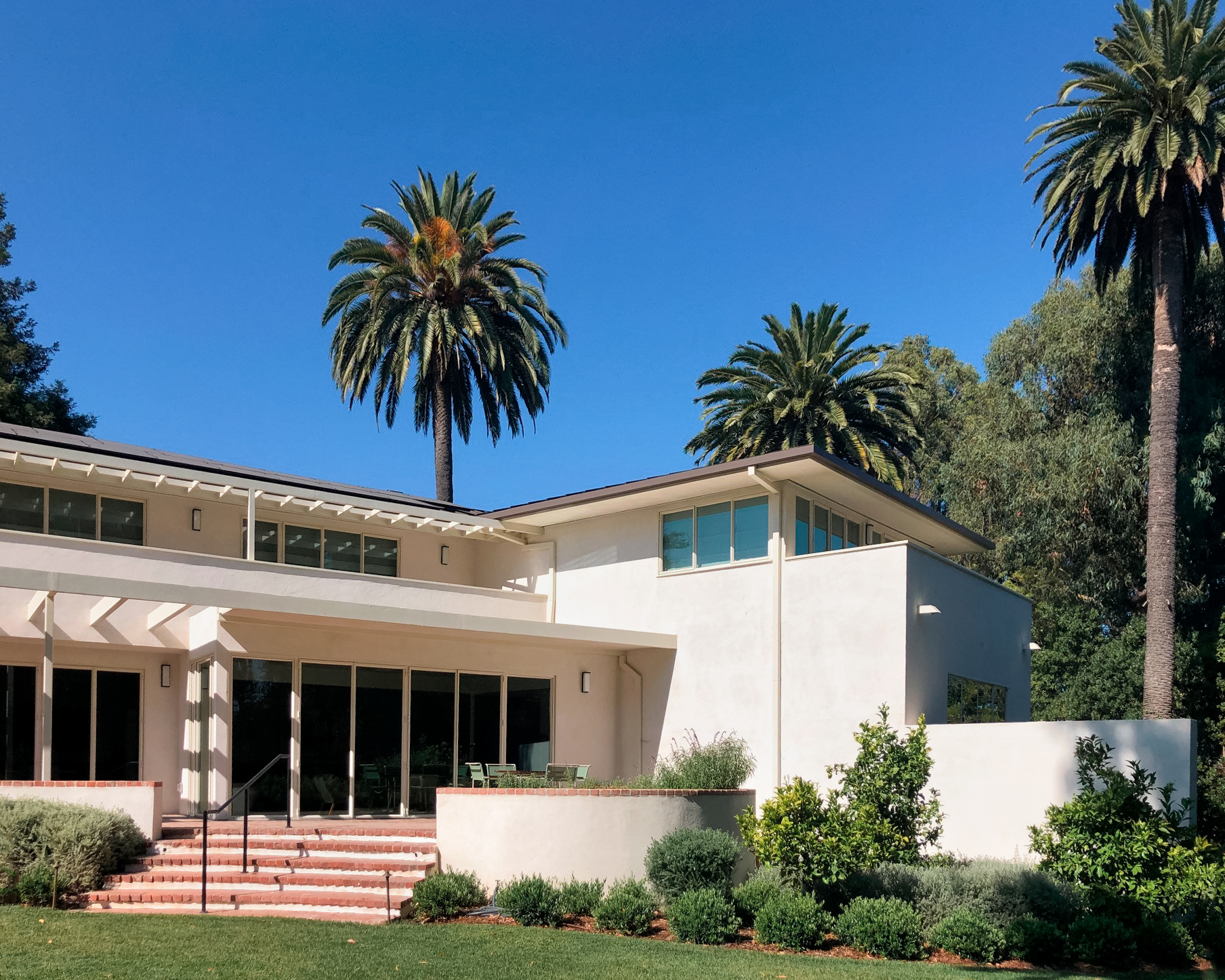
Thomas Mann House, Pacific Palisades, Los Angeles, 2020

Von Mai bis August 1947 begleitete sie Thomas Mann auf seiner ersten Europareise nach dem Krieg. Nach Deutschland führte diese Reise jedoch noch nicht. Nach Kriegsende hatte sie begonnen, zunehmend für ihren Vater als „Sekretärin, Biographin, Nachlaßhüterin, Tochter-Adjutantin“ zu arbeiten, wie er in seinem Tagebuch schrieb. Diese Rolle trug wohl zu einer Entfremdung zwischen ihr und ihrem Bruder bei: Denn anders als Klaus Mann, der darunter litt, der Sohn eines weltberühmten Vaters zu sein, fühlte sich die selbstbewusste Erika vom väterlichen Ruhm nicht erdrückt, sondern fand Gefallen an ihrer Arbeit für ihn. Ab 1948 lebte sie im elterlichen Haus in Pacific Palisades.
Ende 1948 stellte sie auf einer Podiumsdiskussion in Stockton, Kalifornien, die Demokratiefähigkeit der Deutschen in Frage. Die westdeutsche Presse reagierte empört, vor allem die Münchner Zeitung Echo der Woche beschimpfte sie als „kommunistische Agentin“ und bezeichnete sie mit ihrem Bruder Klaus als „Stalins 5. Kolonne“. Erika Mann versuchte, Gegendarstellungen zu erwirken und Verleumdungsklagen einzureichen. Nach anderthalb Jahren musste sie jedoch verbittert aufgeben. Auf der gemeinsamen Europareise 1949, die Thomas Mann erstmals nach Kriegsende auch nach Deutschland führte, weigerte sie sich entschieden, deutschen Boden zu betreten. Thomas Mann, der sich als Vermittler zwischen Ost und West in der Zeit des Kalten Krieges sah, nahm den Goethe-Preis der Städte Frankfurt am Main und Weimar deshalb ohne Erika Mann entgegen.

#### Klaus Manns Suizid

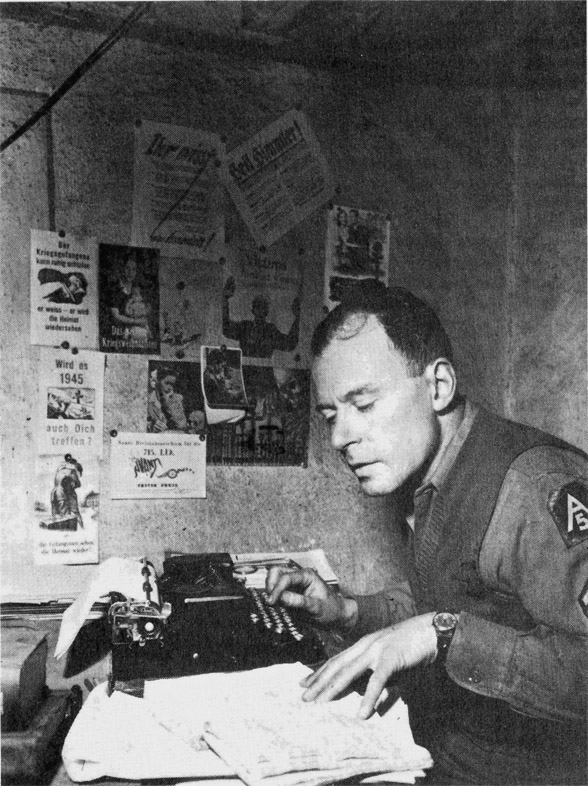
Klaus Mann als US-Sergeant in Italien, 1944

Der Suizid ihres Bruders Klaus am 21. Mai 1949 in Cannes erschütterte Erika Mann tief. Sie hatte lange versucht, seinem Todeswunsch entgegenzuwirken. Der Verlust des geliebten Bruders stellte einen tiefen Einschnitt in ihr Leben dar. Die Freundschaft mit Pamela Wedekind war zwar nach deren Heirat mit Carl Sternheim zerbrochen, doch nach vielen Jahren des Schweigens schrieb Erika Mann am 16. Juni ihr einen Brief, in dem sie ihre Trauer ausdrückte:

„Er liegt in Cannes begraben – ich komme eben von dort zurück. Zur Beerdigung – von Stockholm aus – konnte ich nicht fahren, – der Eltern wegen, oder doch unserer Mutter wegen, und so ging ich erst jetzt. […] Wie ich leben soll, weiß ich noch nicht, weiß nur, daß ich muß; und bin doch gar nicht zu denken, ohne ihn.“

1950 erschien, von ihr herausgegeben, das Erinnerungsbuch Klaus Mann zum Gedächtnis, mit einem Vorwort des Vaters und Beiträgen von Freunden wie Hermann Kesten und Upton Sinclair im Querido Verlag. Sie hatte den letzten Essay ihres Bruders, Die Heimsuchung des europäischen Geistes, übersetzt und in das Buch aufgenommen; ihre Übersetzung und Herausgeberschaft wurde auf der Titelseite jedoch nicht genannt.

#### Folgen der McCarthy-Ära
Erika Mann und ihr Bruder Klaus standen wie nahezu alle deutschen Exilanten seit Juni 1940 unter Beobachtung des FBI, dem sie selbst ihre Mitarbeit „zur Enttarnung faschistischer Spione und Saboteure“ angeboten hatte, nachdem Thomas Mann und sie pronationalsozialistische Briefe und anonyme Drohungen erhalten hatten. Erika Mann hatte vermutlich persönlich den Justizminister Francis Biddle kontaktiert. In dem fast 200 Seiten umfassenden Dossier über Erika Mann wurde sie unter anderem als „sexuell pervers“ und „als aktiver Agent der Komintern“ bezeichnet. Erika Mann erfuhr erst 1948 von der Überwachung und versuchte, die Anschuldigungen zu entkräften. Während des Kalten Krieges in der McCarthy-Ära verschärfte sich jedoch in den USA das politische Klima; das betraf auch die ganze Familie Mann. Hatte Erika Mann 1946 ihre erfolgreichsten Tourneen mit 92 Terminen als „lecturer“, bekam sie im folgenden Jahr nur noch 20 Termine angeboten; zwischen 1949 und 1950 machte ihr Agent Zusagen rückgängig; Erika Mann galt als gefährlich und unamerikanisch.
Im Dezember 1950 zog Erika Mann ihren 1947 gestellten und immer noch nicht bewilligten Antrag auf die amerikanische Staatsangehörigkeit mit einem Beschwerdebrief an die zuständige Behörde zurück:

„Der Nazismus vertrieb mich aus meinem Geburtsland Deutschland, wo ich ziemlich erfolgreich gewesen war; Hitlers wachsender Einfluß in Europa veranlaßte mich, den Kontinent zu verlassen; […] und jetzt sehe ich mich – ohne eigenes Verschulden – ruiniert in einem Land, das ich liebe und dessen Staatsbürgerin zu werden ich gehofft hatte.“

### Rückkehr in die Schweiz

#### Film- und Buchprojekte

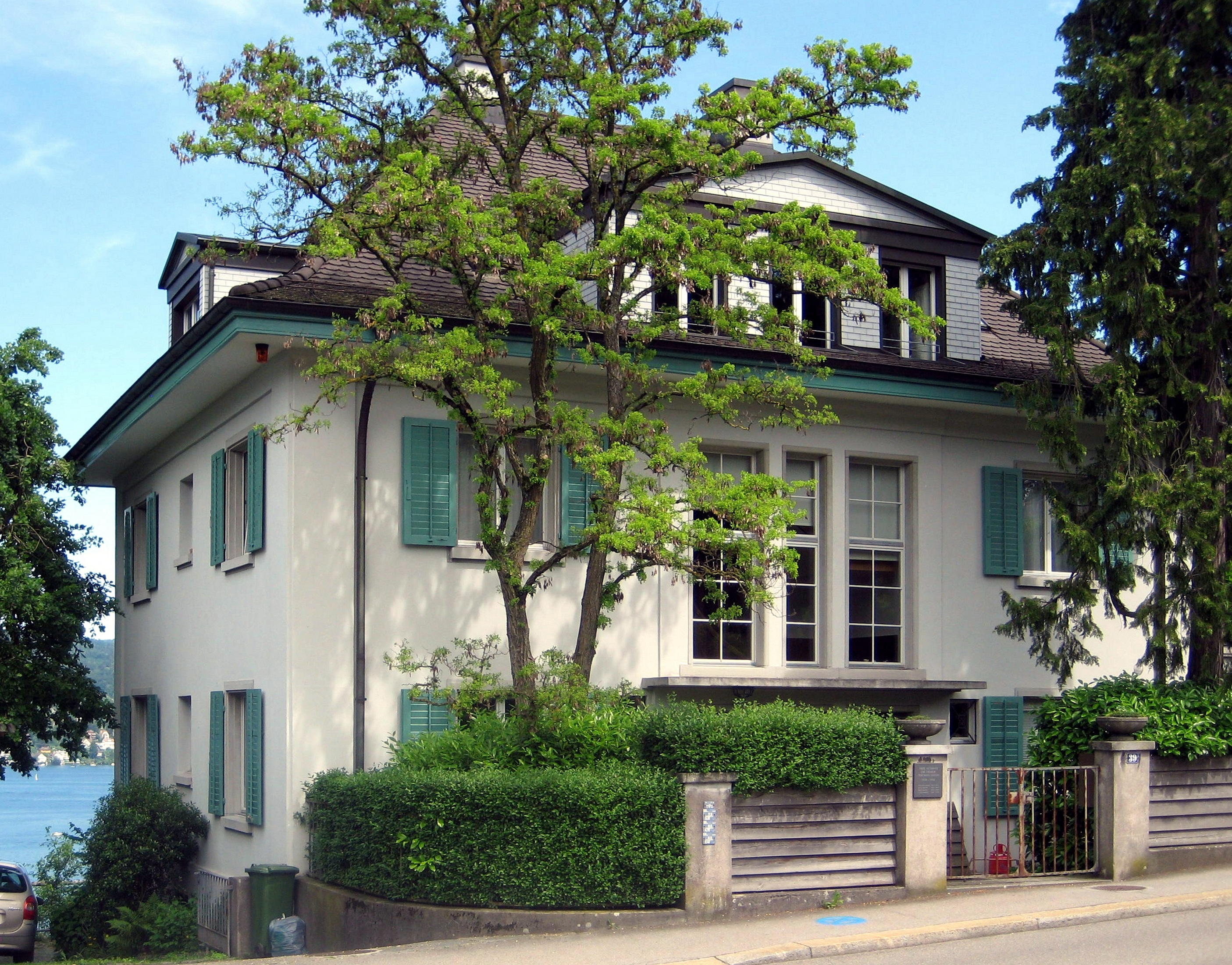
Das Haus in der Alten Landstrasse 39 in Kilchberg, 2009. Am Eingang eine Tafel mit den Namen und Wohndaten der Familie Mann

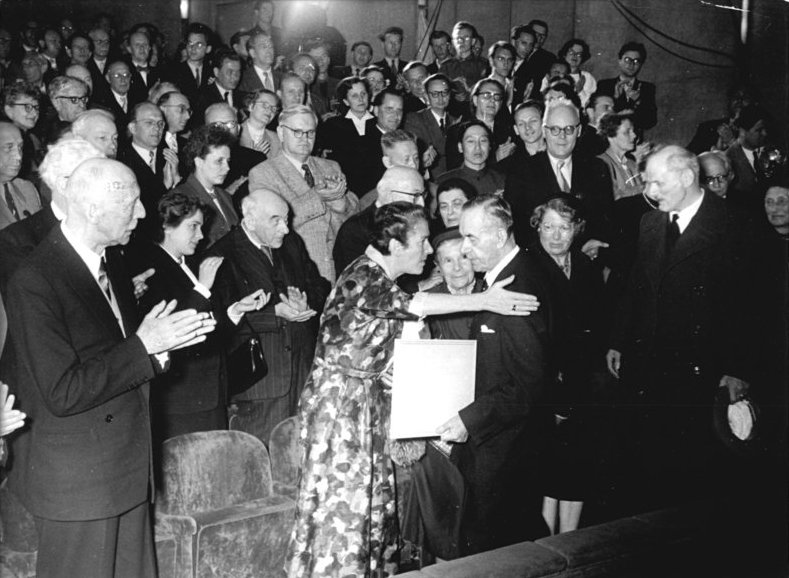
Erika Mann umarmt ihren Vater während der Schiller-Ehrung in Weimar, 1955

Erika Mann verließ mit ihren Eltern 1952 die USA. Als neue Heimat wählten sie wie 1933 die Schweiz. Eine Rückkehr nach Deutschland kam wegen der zum großen Teil uneinsichtigen Haltung der Landsleute bezüglich der Aufarbeitung des Nationalsozialismus nicht in Frage. Da Bruno Walter 1948 eine Verbindung mit der Sängerin Delia Reinhardt eingegangen war, ihre Liaison damit beendet war und Erika Mann keine weitere feste Bindung eingehen wollte, entschloss sie sich dazu, bei den Eltern zu wohnen. Familie Mann hatte bis zum Jahr 1954 ihren Wohnsitz in Erlenbach bei Zürich. Erika Mann widmete sich wieder dem Schreiben von Kinderbüchern, so erschien 1952 als Neuausgabe Unser Zauberonkel Muck (Originaltitel Muck, der Zauberonkel, 1934); es folgten 1953 Christoph fliegt nach Amerika, eine Neuausgabe des Stoffel, und die ersten Folgen der vierteiligen Zugvögel-Serie (bis 1956). Zudem arbeitete sie an den Drehbüchern für die Verfilmungen von Thomas Manns Romanen Königliche Hoheit (1953), später Bekenntnisse des Hochstaplers Felix Krull (1957) und Buddenbrooks (1959) maßgeblich mit. Ihr größtes Anliegen war die werkgetreue Umsetzung der filmischen Darstellungen; andere Ansichten wurden von ihr nicht toleriert. Auch auf die Besetzung der Filmrollen nahm sie Einfluss. In den beiden ersten Filmen spielte sie in Nebenrollen mit: In Königliche Hoheit gab sie die Oberschwester Amalie und in Kurt Hoffmanns Felix Krull eine Gouvernante.
1954 zog Erika Mann zusammen mit den Eltern nach Kilchberg am Zürichsee, in die Villa an der Alten Landstrasse 39, Thomas Manns (und auch ihre) „letzte Adresse“. In einem gleichnamigen Artikel beschrieb sie später die Lebensorte der Familie Mann. Anders als noch 1949 begleitete sie ihren Vater 1955 auf seinen letzten Reisen nach Deutschland, unter anderem nach Stuttgart und nach Weimar in der DDR, wo er anlässlich des 150. Todestages von Friedrich Schiller seinen Vortrag Versuch über Schiller hielt, und nach Lübeck zur Verleihung der Ehrenbürgerschaft.

#### Arbeit am Nachlass von Klaus und Thomas Mann
Die späten Jahre widmete sie der Aufarbeitung des Nachlasses ihres Vaters Thomas Mann, der am 12. August 1955 wenige Monate nach seinem 80. Geburtstag gestorben war. 1956 veröffentlichte sie Das letzte Jahr. Bericht über meinen Vater, in dem sie dessen letztes Lebensjahr referierte, mit allen Ehrungen und Ereignissen. Ein gleichzeitig erschienenes Erinnerungsbuch ihrer Schwester Monika Mann mit dem Titel Vergangenes und Gegenwärtiges, das eher skeptisch über den Vater berichtete, führte zu Spannungen zwischen den Geschwistern, da Erika ihr die Fähigkeit absprach, objektiv über die Familiengeschichte zu berichten. Die Presse bewertete beide Bücher, und beide Veröffentlichungen wurden positiv aufgenommen, wobei Gustav Hillard Monikas Erinnerungen mit dem Hinweis favorisierte, dass „Monikas Buch einen völlig eigenen Ton, der seinen entschiedenen Reiz, aber auch seine Gefahr hat“, unter anderem, weil es ein realistisches Bild von Thomas Mann zeige.
Von 1961 bis 1965 gab Erika Mann eine dreibändige Ausgabe ausgewählter Briefe Thomas Manns heraus. Auch die Werke ihres Bruders Klaus wurden von ihr betreut. So fand sie in Berthold Spangenberg den Verleger und in Martin Gregor-Dellin den Herausgeber für die Neuveröffentlichung der ersten Klaus-Mann-Werkausgabe in Einzelausgaben in der Nymphenburger Verlagshandlung ab 1963. Ihr Bruder sollte als bedeutender und nur durch die restaurative Einstellung des Nachkriegsdeutschlands missachteter Schriftsteller wiederentdeckt werden. Bis zu ihrem Tod war sie mit den juristischen Auseinandersetzungen um die Neuausgabe seines Mephisto befasst.
Im Frühjahr 1958 hatte sie sich auf einer Treppe des Kilchberger Hauses einen komplizierten Bruch des linken Mittelfußknochens zugezogen und im September 1960 einen Oberschenkelhalsbruch; die Folge war eine Einschränkung der Beweglichkeit durch eine progressive Atrophie. Ihr Gesundheitszustand verschlechterte sich zunehmend. Gern hätte sie ein Buch über die Pfeffermühle geschrieben. „Aber läßt man mich denn“, schrieb sie am 13. September 1963 einem Freund. „Ich bin ein bleicher Nachlaßschatten und darf hienieden nichts mehr tun, als Briefbände, Anthologien und dergleichen meiner lieben Toten herausgeben.“

#### Letzte Jahre

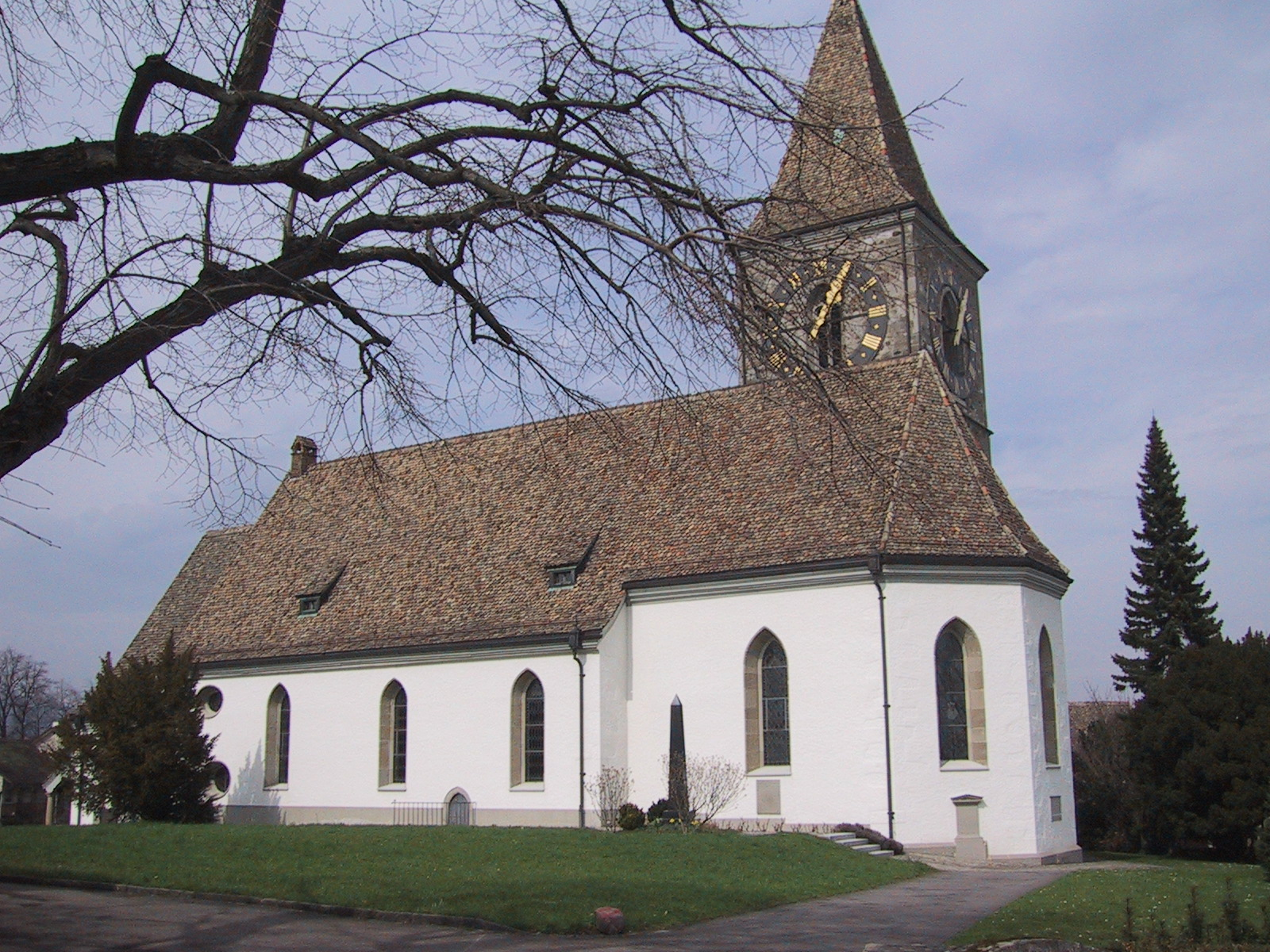
Reformierte Kirche von Kilchberg

Durch ihre Prozessierlust und aggressiven Streitereien in den späten Jahren verspielte sie viele Sympathien. „Aus der Amazone wurde eine Erinnye“, schrieb der Literaturkritiker Marcel Reich-Ranicki in seinem Buch Thomas Mann und die Seinen. Das Verhältnis zur Mutter und zu den Geschwistern war zunehmend gespannt. So beklagte sich Katia Mann am 5. August 1961 in einem Brief an ihren Zwillingsbruder Klaus Pringsheim:

„Was mir meine alten Tage […] vergällt, ist das mehr als unfreundliche Verhältnis meiner sämtlichen Kinder zur guten dicken Ältesten […]. Auf der anderen Seite ist [Erika] maßlos empfindlich und mißtrauisch, hängt dabei in übertriebenem Maß selbst an mir, was mir gar nicht recht ist, da ich beständig Rücksicht auf sie nehmen muß.“

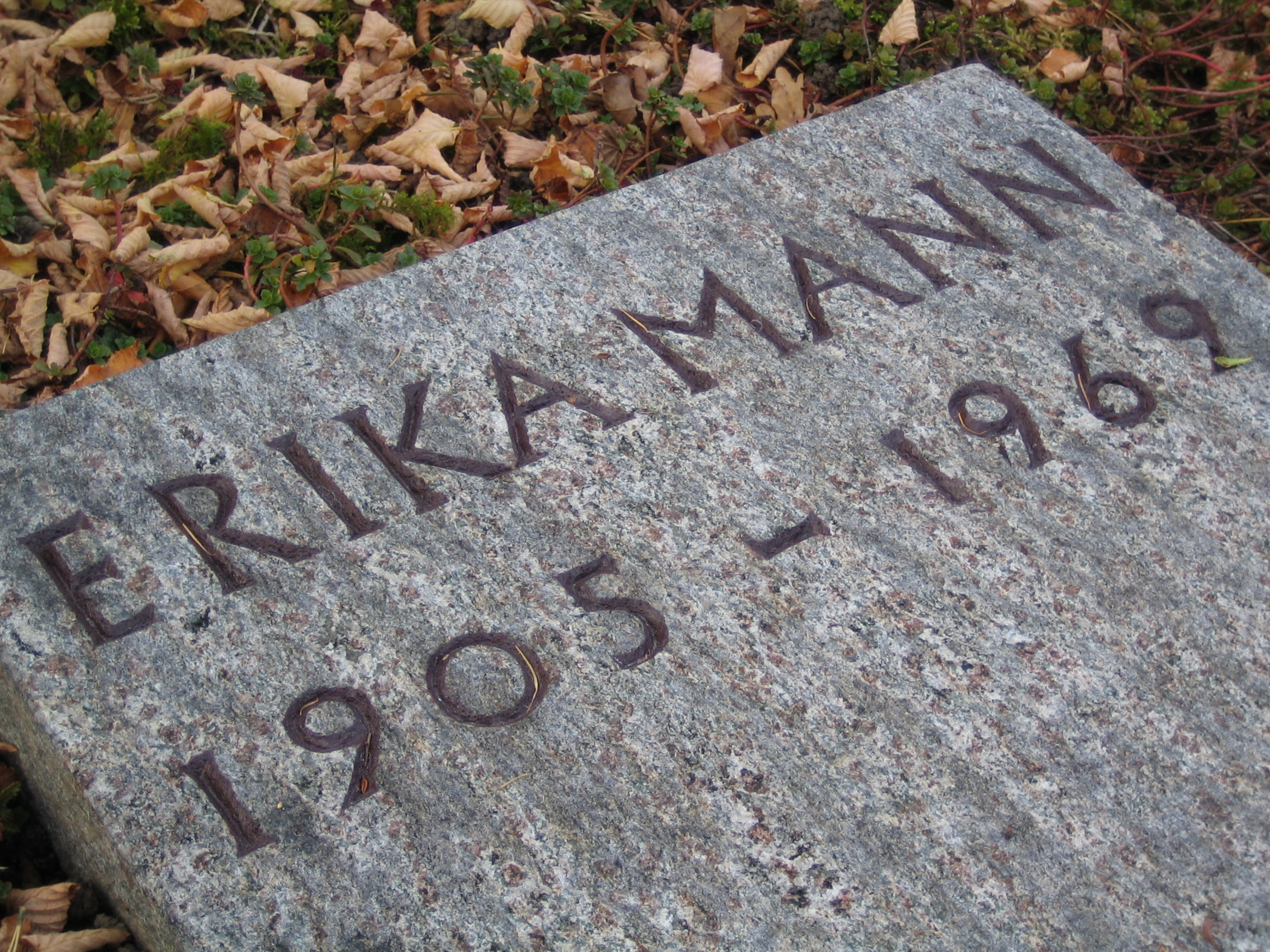
Gedenkplatte auf dem Kilchberger Familiengrab

Im Januar 1968 gab sie dem Schriftsteller und Essayisten Fritz J. Raddatz ein Fernsehinterview, das der WDR ausstrahlte. Auf dessen Frage, weshalb sie seit 1952 ihre Aufklärung mit spitzer Feder nicht mehr fortgeführt habe, obgleich sie doch mit ihrer Integrität und Artikulationsfähigkeit dafür prädestiniert sei, sich zur Weltpolitik und zu den Studentenunruhen zu äußern, antwortete sie freimütig: „Ich bin ein sehr gebranntes Kind.“ Nach den Erfahrungen in Deutschland, dann im europäischen Exil, anschließend im amerikanischen Exil mit dem Schock der McCarthy-Ära habe sie nicht noch ein viertes Mal anfangen wollen. Das sei „die traurige Wahrheit“, inzwischen sei ihr Platz „zwischen allen Stühlen“, aber der Platz sei vielleicht gar nicht so schlecht. Wenn man sie jedoch riefe, würde sie sich nicht weigern.
Erika Mann starb am 27. August 1969 im Kantonsspital Zürich an einem Hirntumor. Sie wurde im Familiengrab auf dem Friedhof in Kilchberg beigesetzt. Während der Trauerfeier am 30. August 1969 hielt der Stuttgarter Schriftsteller und Theologe Albrecht Goes die Trauerrede und zitierte Heinrich Heines „Guten Tambour“, dessen „heilige Unruhe“ die Leute aus dem Schlaf trommelt.

## Das schriftstellerische Werk

### Journalistisches und literarisches Frühwerk
„Die nächste Station war Boston, wo die ‚alte amerikanische Kultur‘ zu finden sein soll. Boston ist die allereuropäischste Stadt der Vereinigten Staaten, seine Atmosphäre ist englisch. Nichts kann unamerikanischer sein als diese stillen Straßen mit den niedrigen Häusern, wo die feinen und zurückgezogenen Bürger wohnen. Manche Partien der Stadt erinnern geradezu an Bremen.“

Erika Manns schriftstellerisches Werk begann 1928 mit journalistischen Veröffentlichungen, vor allem verfasste sie Glossen in der Berliner Tageszeitung Tempo, hinzu kamen Gelegenheitstexte für Ford im Bild, das Werbemagazin des Automobilkonzerns Ford, die erst vor wenigen Jahren wiedergefunden wurden. Es setzte sich 1929 fort mit dem heiteren Reisebuch Rundherum, in dem sie, zusammen mit ihrem Bruder Klaus, die Erlebnisse aus der gemeinsamen Weltreise verarbeitete. In einer Anzeige im Börsenblatt für den Deutschen Buchhandel vom 19. Januar 1929 warb der Fischer Verlag für das Buch der Geschwister Mann: „In ihrem Reisebuch stellen sie keine kritischen Bemerkungen, keine Reflexionen über Länder und Menschen an. Mit neugierigen jungen Augen blicken sie um sich und erzählen einfach und lebendig, was sie sahen und was ihnen begegnete.“
Ein weiteres gemeinsames Reisebuch der frühen Zeit ist Das Buch von der Riviera von 1931.
An Erika Manns Theaterstück Plagiat, eine Komödie in fünf Bildern – es stammt ebenfalls aus dem Jahr 1931 – hat der Bruder mitgeschrieben. Das Manuskript von Plagiat, mit Szenen aus dem Berliner Theater- und Intellektuellenmilieu, galt lange Zeit als verschollen. Es wurde erst Anfang der 1990er Jahre im Nachlass eines Klaus-Mann-Sammlers aufgefunden. Eine Lesung dieses Stückes fand anlässlich Erika Manns 100. Geburtstags am 14. Februar 2005 im Ernst-Deutsch-Theater in Hamburg statt. Das mit Ricki Hallgarten gemeinsam verfasste Weihnachtsspiel Jan’s Wunderhündchen. Ein Kinderstück in sieben Bildern erlebte 1932 in Darmstadt seine Premiere, es wurde später jedoch nicht mehr aufgeführt.

### Die Pfeffermühle
„[…] schon im Januar 33 in München konnte man ja nicht mehr direkt [sein] – also wir waren indirekt. Wir haben alles gemacht mit Märchen, Parabeln und Gleichnissen aller Art – wir haben nie einen Namen genannt, nie ein Land genannt, wir waren indirekt, völlig eindeutig für unser Publikum.“

Mit der Gründung der Pfeffermühle Anfang 1933 versuchte Erika Mann sich erfolgreich als Texterin, Vortragende und Conférencière in der kleinen Kunstform des Kabarettbeitrags. Hier konnte sie ihr schauspielerisches mit dem schriftstellerischen und organisatorischen Talent vereinen. Die Pfeffermühle war eine „Kleinkunstbühne“, deren Texte dem Vorbild von Klabund, Christian Morgenstern und Joachim Ringelnatz nachempfunden waren. Thomas Mann war der Namensgeber für das Kabarett. Etwa 85 Prozent der Texte stammten von Erika Mann selbst. Nach einem sehr erfolgreichen Beginn verhinderten die politischen Umstände weitere Aufführungen in Deutschland. Auf eine im Pariser Tageblatt vom Januar 1934 veröffentlichte Kritik von Ludwig Marcuse, der bereits in Paris im Exil lebte, die Pfeffermühle sei in ihrem Auftreten zu „mild“, schrieb Erika Mann in einem Brief an Klaus erbost: „Wer wird denn ausgewiesen, er oder wir, wenn wir mehr pfeffern?“ Nach insgesamt 1034 Vorstellungen im europäischen Exil scheiterte die Peppermill Anfang 1937 in New York am mangelnden Interesse des amerikanischen Publikums.

### Kinderbücher

Umschlag von Ricki Hallgarten

„Für Medi und Bibi, weil sie meine Geschwister sind, und weil sie es gerne wollten“

Erika Manns erstes Kinderbuch Stoffel fliegt übers Meer mit Illustrationen ihres Jugendfreunds Ricki Hallgarten aus dem Jahr 1932 hatte großen Erfolg, es erlebte innerhalb kurzer Zeit zehn Auflagen und wurde in viele Sprachen übersetzt. Es folgte 1934 Muck, der Zauberonkel; mit beiden Büchern erreichte sie einen größeren Bekanntheitsgrad beim deutschen Lesepublikum, doch blieb sie hinter der Popularität ihres Vaters und ihres Bruders zurück. Ein Freund der Familie Mann, der Anglist Hans Reisiger, lobte in der „BZ am Mittag“ vom 12. Dezember 1932, der Stoffel sei „das schönste, reichste und wärmste Kinderbuch, das ich seit Erich Kästners Emil und die Detektive und Kiplings Fischerjungs gelesen habe“.

### Im amerikanischen Exil entstandene Arbeiten
„Eine Welt – eine einzige, mäßig große, die Raum hat für alle, doch nicht für alles. Und wofür nun einmal gewiss nicht? Das Wort ist flach, und wir vermieden es lieber. Es ist unvermeidlich. Was hinter ihm steht, hat die Erde in Rauch und Flammen gehüllt und muß verfemt sein, nach den Gesetzen der neuen Welt. Es heißt: Nationalismus!“

Der Großteil der Werke Erika Manns gehört zur Exilliteratur, darunter das von ihr so genannte politische Lehrbuch Zehn Millionen Kinder. Die Erziehung der Jugend im Dritten Reich (School for Barbarians. Education under the Nazis) im Jahr 1938; mit diesem Werk gelang ihr in den USA ein großes Maß an Aufklärung über die politische Situation in Deutschland. Erstmals fand sie ihren eigenen Erzählstil, indem sie dokumentarisches Material mit selbst erlebten Geschichten mischte. Ein Jahr später folgte Escape to Life. Deutsche Kultur im Exil, eine Art Who’s Who der Exilierten, das Erika Mann in Kooperation mit ihrem Bruder Klaus schrieb. 1940 entstand die Publikation The Other Germany, in dem sich die Geschwister Mann kritisch mit ihrem Geburtsland auseinandersetzten. Im selben Jahr verfasste Erika Mann ihr zweites politisches Lehrbuch The Lights Go Down. Eine deutsche Rückübersetzung aus dem Englischen, da das deutsche Manuskript als verloren gelten muss, erschien erst 2005 unter dem Titel Wenn die Lichter ausgehen. Geschichten aus dem Dritten Reich anlässlich ihres 100. Geburtstags. Darüber hinaus entstanden in ihrer Eigenschaft als „lecturer“ und Kriegskorrespondentin zahlreiche Essays, Statements und Kommentare für Zeitungen und Magazine.
Ein weiteres Kinderbuch A Gang of Ten erschien 1942, später wurde es in Deutschland unter dem Titel Zehn jagen Mr. X veröffentlicht. Eine Neuausgabe mit einem von Uwe Naumann verfassten Nachwort erschien anlässlich ihres 50. Todesjahrs 2019 im Rowohlt Verlag.

### Das Spätwerk, postume Veröffentlichungen
„Deine Beziehung zu Doktor Bermann und seinem Haus ist unverwüstlich, – Du scheinst bereit, ihr alle Opfer zu bringen. Falls es ein Opfer für Dich bedeutet, daß ich Dir mählich, aber sicher, abhanden komme, –: leg es zu dem übrigen. Für mich ist es traurig und schrecklich. Ich bin Dein Kind E.“

In der Nachkriegszeit schrieb Erika Mann Das letzte Jahr. Bericht über meinen Vater (1956) und Die Zugvögel-Kinderbuchreihe (1953 bis 1956), zu der die Titel Till bei den Zugvögeln, Die Zugvögel auf Europa-Fahrt und Die Zugvögel singen in Paris und Rom gehören. Weiterhin wurden die Kinderbücher Stoffel fliegt übers Meer und Muck, der Zauberonkel – unter den Titeln Christoph fliegt nach Amerika (1952) und Unser Zauberonkel Muck (1953) – in Neuausgaben bei Franz Schneider in München herausgegeben. 1959 veröffentlichte der Scherz Verlag in Bern die vier Ausgaben der Zugvögel-Geschichten im Sammelband Die Zugvögel. Sängerknaben auf abenteuerlicher Fahrt.
1996 kam unter dem Titel Mein Vater, der Zauberer postum eine Brief- und Essaysammlung Erika Manns heraus, die unter anderem den mühsamen Weg nachzeichnet, mit dem die Autorin ihren Vater zwischen 1933 und 1936 brieflich zur endgültigen Absage an das nationalsozialistische Regime bewog. Eine weitere postume Essaysammlung ist Blitze überm Ozean, die im Jahr 2000 erschien, in der auch ihre fragmentarische Autobiographie Ausgerechnet Ich veröffentlicht wurde. Zum ersten Mal wurden darin ihre wichtigsten journalistischen Arbeiten, viele davon bisher ungedruckt, in einem Buch versammelt.

## Rezeption
„Warum sind wir so kalt? / Warum, – das tut doch weh! / Warum? Wir werden bald / Wie lauter Eis und Schnee! / Beteiligt Euch, – es geht um Eure Erde! / Und Ihr allein, Ihr habt die ganze Macht! / Seht zu, daß es ein wenig wärmer werde / In unserer schlimmen, kalten Winternacht!“

### Wirkung zu Lebzeiten
Nach der pazifistischen Frauenversammlung in München am 13. Januar 1932, auf der Erika Mann zu Beginn ihrer politischen Arbeit als Rednerin aufgetreten war, attackierte das nationalsozialistische Kampfblatt, der Völkische Beobachter, drei Tage später auf der Titelseite die Vortragende mit den hämischen Worten: „Ein besonders widerliches Kapitel stellte das Auftreten Erika Manns dar, die […] ihre ‚Kunst‘ dem Heil des Friedens widmete. In Haltung und Gebärde ein blasierter Lebejüngling, brachte sie ihren blühenden Unsinn über die ‚deutsche Zukunft‘ vor.“ Es folgte eine unverhohlene Drohung auch gegen Erika Manns Angehörige: „Das Kapitel ‚Familie Mann‘ erweitert sich nachgerade zu einem Münchener Skandal, der auch zu gegebener Zeit seine Liquidierung finden muß.“
Zur Gründung der Pfeffermühle am 1. Januar 1933 beschrieb Klaus Mann in seiner Autobiographie Der Wendepunkt den hohen Anteil, den seine Schwester am Gelingen des literarisch-politischen Kabarettprogramms hatte: „Die Texte der meisten Nummern – Chansons, Rezitationen, Sketche – waren von Erika (einige auch von mir); Erika war Conférencier [sic], Direktor, Organisator; Erika sang, agierte, inspirierte, kurz, war die Seele des Ganzen.“
Erika Manns vielseitige antifaschistische Arbeit im Exil und nach Kriegsende erwähnt ihr Neffe Frido Mann, der selbst in Kalifornien aufgewachsen war, aus eigener Anschauung und nicht ohne Bewunderung: „Sie wirkte wie eine vom Sieg über die Nazibarbarei gestählte Amazone, die ich mir noch lange in ihrer englischen Uniform genau vorstellen konnte und von deren Abenteuerberichten aus dem Londoner Bombenkrieg, den Kampfhandlungen im teilweise noch besetzten Frankreich und dann von ihren geradezu apokalyptischen Begegnungen mit den in Nürnberg verurteilten Nazi-Kriegsverbrechern ich nie genug hören konnte.“ Doch die Folgen ihrer auf zwei Kontinenten geführten Feldzüge, beginnend mit dem politisch-literarischen Kabarett Die Pfeffermühle und fortgesetzt mit ihrer Tätigkeit als Kriegskorrespondentin, waren offensichtlich; sie kamen „erst nach der Rückkehr nach Europa in den fünfziger Jahren zum Vorschein und beschleunigten ihre zunehmende Zerrüttung und Erkrankung vor allem nach dem Tod ihres Vaters“.
Zu ihrer persönlichen Ausstrahlung schreibt Frido Mann in seiner Biographie Achterbahn: „Sie ist bei ihrem Eintreten für demokratische und humanistische Werte immer auch von Kopf bis Fuß Schauspielerin. Ihre Mimik, jede Bewegung ihres Körpers, ihre Wortwahl und Artikulation erscheinen wie einstudiertes Theaterspiel, ohne jedoch künstlich oder affektiert zu sein.“ Er fährt fort mit der Vermutung der Familie, Erika Mann „trüge in ihrem Auftreten und in ihrer ganzen Persönlichkeit besonders das kreolisch-brasilianische Erbe ihrer Großmutter Julia in sich“.
In den späten Lebensjahren in Kilchberg kamen die problematischen, eigenwilligen Seiten Erika Manns jedoch besonders zum Ausbruch. In Tagebüchern und Briefen ist belegt, dass die Familienmitglieder unter ihrer rechthaberischen, herrschsüchtigen Art litten; so ließ der jüngste Bruder, Michael Mann, kurz nach Erikas Tod bei einem Besuch im Kilchberger Haus befreit die Bemerkung fallen: „Jetzt ist es eigentlich ganz gemütlich hier.“ Und Erika Manns jüngste Schwester Elisabeth Mann Borgese äußert sich in Breloers Doku-Drama Die Manns – Ein Jahrhundertroman mit einer gewissen Ratlosigkeit über den Verlauf von Erikas Manns Leben:

„Erika war ganz ungeheuer begabt – als Schauspielerin, als Schriftstellerin, als Journalistin, als Unternehmerin, als alles … Und sie besaß einen Charme, wie ihn wenige haben. Also, was will man mehr im Leben? Aber sie hat sich eben ihr Leben sehr zerstört, und ist doch eigentlich sehr traurig verendet. Und man fragt sich immer: warum, wieso?“

### Stimmen zum Werk
Erika Manns Nachlasstätigkeit für Thomas Mann und Klaus Mann rief später Kritik hervor, da sie bei der Bearbeitung der Texte für die geplanten Editionen vor Streichungen nicht zurückschreckte. Der Klaus-Mann-Experte Fredric Kroll weist in seinem Nachwort zur Neuausgabe des Wendepunkt 2006 darauf hin, dass im konservativen Deutschland der 1950er Jahre selbst Thomas Mann ein umstrittener Autor war. Daher wurden in der Auswahlausgabe von Thomas Manns Briefen Stellen getilgt, die sich auf dessen Neigung zur Homosexualität bezogen, und in Klaus Manns Der Wendepunkt schwächte Erika Mann in Zusammenarbeit mit einem Fischer-Lektor (1950 waren die Verlagsrechte an Klaus Manns Werken von Querido auf den Fischer-Verlag übergegangen) unter anderem Passagen ab, die sich mit Gustaf Gründgens auseinandersetzten oder sich auf Klaus Manns Homosexualität, Rauschgiftsucht und Todesgedanken bezogen. Es mag ein Grund gewesen sein, die Autoren in einem möglichst günstigen Licht erscheinen zu lassen, und die Furcht vor Prozessen wegen Beleidigung wird auch eine Rolle gespielt haben.
Marcel Reich-Ranicki resümiert am 18. Januar 1986 in der FAZ: „Wenn der Eindruck nicht trügt, war es dieser hochbegabten und überaus temperamentvollen Frau nicht gegeben, in Frieden mit sich selber zu leben: Die man einst aus Deutschland vertrieben hatte, ist eine Getriebene geblieben. Überdies wurden ihr vermutlich tiefe persönliche Enttäuschungen nicht erspart.“ Diese durchaus kritische Formulierung über die Persönlichkeit Erika Manns zeigt die Ambivalenz auf, die ihr Leben und Werk ausweist, denn Reich-Ranicki führt weiter in seinem Buch Thomas Mann und die Seinen aus: „Sie verfaßte rasche Reportagen und kühne Korrespondentenberichte, sie war eine politische Publizistin, der man Unabhängigkeit und Entschiedenheit auch dann bescheinigen mußte, wenn man ihre Ansichten nicht teilen konnte.“
Im Nachwort von Blitze überm Ozean, einer Erstveröffentlichung ihrer fragmentarischen Autobiografie Ausgerechnet Ich und zahlreicher Aufsätze, Reden, Reportagen (so der Untertitel) aus dem Jahr 2000, beschreiben die Herausgeber Irmela von der Lühe und Uwe Naumann Erika Manns schriftstellerische Intentionen: „Das Material für die Bücher sammelte sie auf ihren Reisen und während ihrer Tätigkeit als Kriegskorrespondentin; es wurde meist auch für Vorträge und öffentliche Auftritte verwendet. Auf Originalität kam es dabei weniger an als auf Authentizität; nicht für die Ewigkeit und ihren Nachruhm, sondern für den Augenblick, für die Aufklärung über die Gegenwart waren Bücher und Vorträge, Aufsätze und Rundfunkberichte gedacht.“

### Würdigung
Die Journalistin Margrit Gerste äußert sich im Jahr 2000 in der Zeit begeistert über Blitze überm Ozean und erklärt die späte Veröffentlichung von Erika Manns Texten in Deutschland mit den Folgen des Kalten Krieges:

„Sie hatte alles, was eine große Reporterin und Publizistin ausmacht: ein scharfes Auge, den untrüglichen Sinn für das Wesentliche, einen unabhängigen Geist und natürlich eine kraftvolle Sprache. Obendrein besaß sie Humor und Temperament. Sie war eine vehemente Wahrheitssucherin und Moralistin in den Zeiten der Lüge und Verkommenheit zwischen 1933 und 1945 und des widerwärtigen Freund-Feind-Denkens im Kalten Krieg. […] Warum Erika Mann im Nachkriegsdeutschland nicht zur gefragten Publizistin wurde, hat viel mit dem Kalten Krieg zu tun, der so manchen freien Geist zermalmte, den Nazis aber sehr zupass kam.“

### Rezensionen zu Viola RoggenkampsErika Mann. Eine jüdische Tochter
Erika Manns Biografin Irmela von der Lühe und auch bekannte Mann-Experten wie Inge und Walter Jens oder Heinrich Breloer verfolgten die Auswirkung der jüdischen Abstammung Katia Manns und ihrer Kinder in ihren Werken nicht ausreichend – so behauptet es wenigstens die Schriftstellerin Viola Roggenkamp. Die amerikanische Schriftstellerin Ruth Klüger rezensiert unter dem Titel Verleugnetes Judentum in Die Welt 2005 Roggenkamps Buch Erika Mann. Eine jüdische Tochter. Über Erlesenes und Verleugnetes in der Familie Mann-Pringsheim, das eine neue, wenn auch vielleicht zu einseitige Sichtweise der Familie Mann aufzeigt:

„Laut Roggenkamp hat Erika Mann ihre jüdische Herkunft mütterlicherseits konsequent verleugnet, im Sinne, dass sie sich nie als Jüdin einstufte, und diese Verleugnung, so folgert sie, kam einer psychologischen Verdrängung im Freud’schen Sinne gleich, die sich in Erikas Leben, Schreiben und Denken ungut, oder zumindest belastend, auswirkte. Man kann dieses oder jenes Detail in dem zügig geschriebenen und polemisch angelegten Buch anzweifeln, doch die Autorin hat gewiss recht, wenn sie meint, es müsse doch stutzig machen, wenn eine Tochter aus prominenter und nur teils assimilierter Familie (Katia Manns Mutter war getauft, der alte Pringsheim war es nicht) während der großen Judenverfolgung, der sie in Deutschland zum Opfer gefallen wäre, sich nicht mit ihrem jüdischen Erbe auseinandersetzt, sondern konsequent so tut, als gäbe es das gar nicht. […] So wurde diese hochbegabte Frau nach und nach Thomas Manns Tochter und weiter nichts. Die allzu enge Bindung an einen extrem ichbezogenen Vater verstellte ihr den Weg ins eigene Leben.“

Manfred Koch sieht Roggenkamps Buch weniger positiv und weist in seiner Rezension in der Neuen Zürcher Zeitung im Jahr 2005 auf Erika Manns antifaschistische Arbeit hin, die sie im Kontext mit ihrer Überzeugung und nicht um ihrer jüdischen Wurzeln willen geleistet hat:

„Man staunt über die grossrichterliche Attitüde der Verfasserin, die sich nicht scheut, gleich zu Beginn mögliche Kritiker ihres Verfahrens vorsorglich unter Antisemitismus-Verdacht zu stellen. Roggenkamp huldigt einem diffusen Essenzialismus des ‚Jüdischseins‘, der sie von genaueren historischen Überlegungen entlastet. […] Zu Beginn des Kaiserreichs zählten bereits fast zwei Drittel der deutschen Juden zur wirtschaftlichen und kulturellen Elite des Landes; die religiösen Bindungen und Lebensformen der Vergangenheit waren ihnen fern gerückt. […] Das Desinteresse der Pringsheims und vieler anderer an ihrem jüdischen Erbe hat deshalb nichts von pathologischer Verdrängung oder gar Verrat. Erika Mann hat den Antisemitismus bekämpft, wo immer er ihr begegnete. Dass sie es ihrem Selbstverständnis nach nicht als Jüdin, sondern als demokratische Humanistin tat – wer darf ihr das verübeln?“

## Ehrungen
Die Erika-Mann-Grundschule in Berlin, die sich für soziale Gleichbehandlung einsetzt und einen Theaterschwerpunkt hat, trägt seit dem 8. November 1999 ihren Namen. Die gleichnamige Politikerin Erika Mann ist Patin dieser Schule.
In München wurde 2004 anlässlich ihres 100. Geburtstags 2005 die „Erika-Mann-Straße“ (bei der Donnersbergerbrücke) nach ihr benannt. Und mit Beschluss vom 18. Dezember 2006 benannte der Senat der Freien und Hansestadt Hamburg eine im Stadtteil Barmbek-Süd liegende Straße mit „Erika-Mann-Bogen“; sie ist eine von zwei neu angelegten Straßen in einem Neubaugebiet auf dem ehemaligen Gelände des Krankenhauses Eilbek, deren Namensgebung auf Antrag der GAL den Kriterien „Verfolgte des Nationalsozialismus“ und „Frau“ entsprechen sollten. In Zürich wurde ebenfalls eine Straße nach ihr benannt.

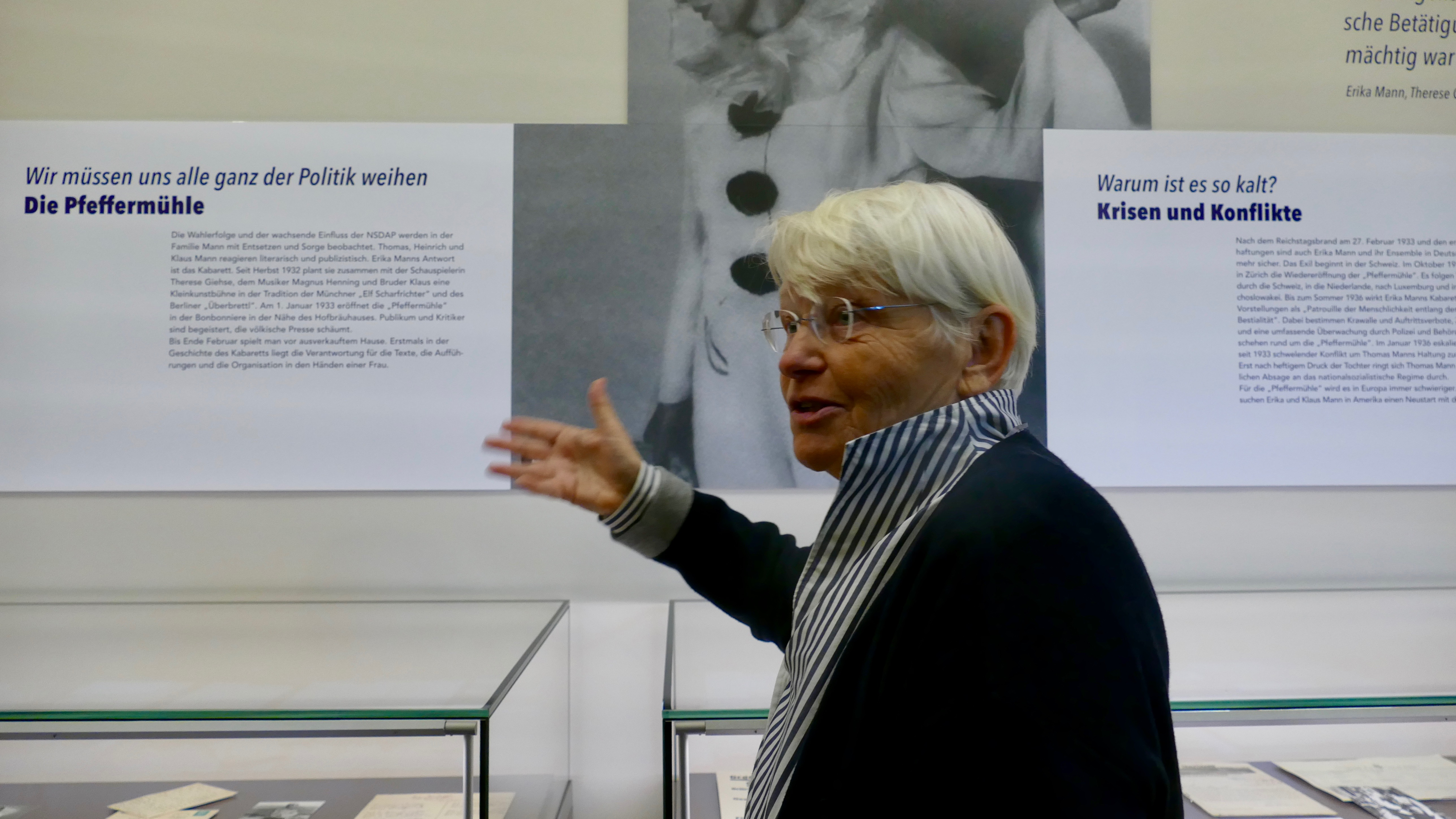
Irmela von der Lühe, Kuratorin der Erika-Mann-Ausstellung in der Monacensia, 2019

Das Münchner Literaturarchiv Monacensia widmete Erika Mann eine erste Einzelausstellung mit dem Titel Erika Mann. Kabarettistin – Kriegsreporterin – Politische Rednerin, die vom 11. Oktober 2019 bis zum 13. September 2020 lief und in der Deutschen Nationalbibliothek in Frankfurt vom 9. Oktober 2020 bis zum 30. Januar 2021 fortgesetzt wurde. Schirmherr war Frido Mann. Die Ausstellungskuratorin Irmela von der Lühe präsentierte Erika Mann als eine „Persönlichkeit singulären Formats“. Darüber hinaus initiierte die Monacensia eine interessante Vernetzungsaktion mit vielfältigen Kulturinstitutionen, um das Spektrum zu Erika Mann zu erweitern.

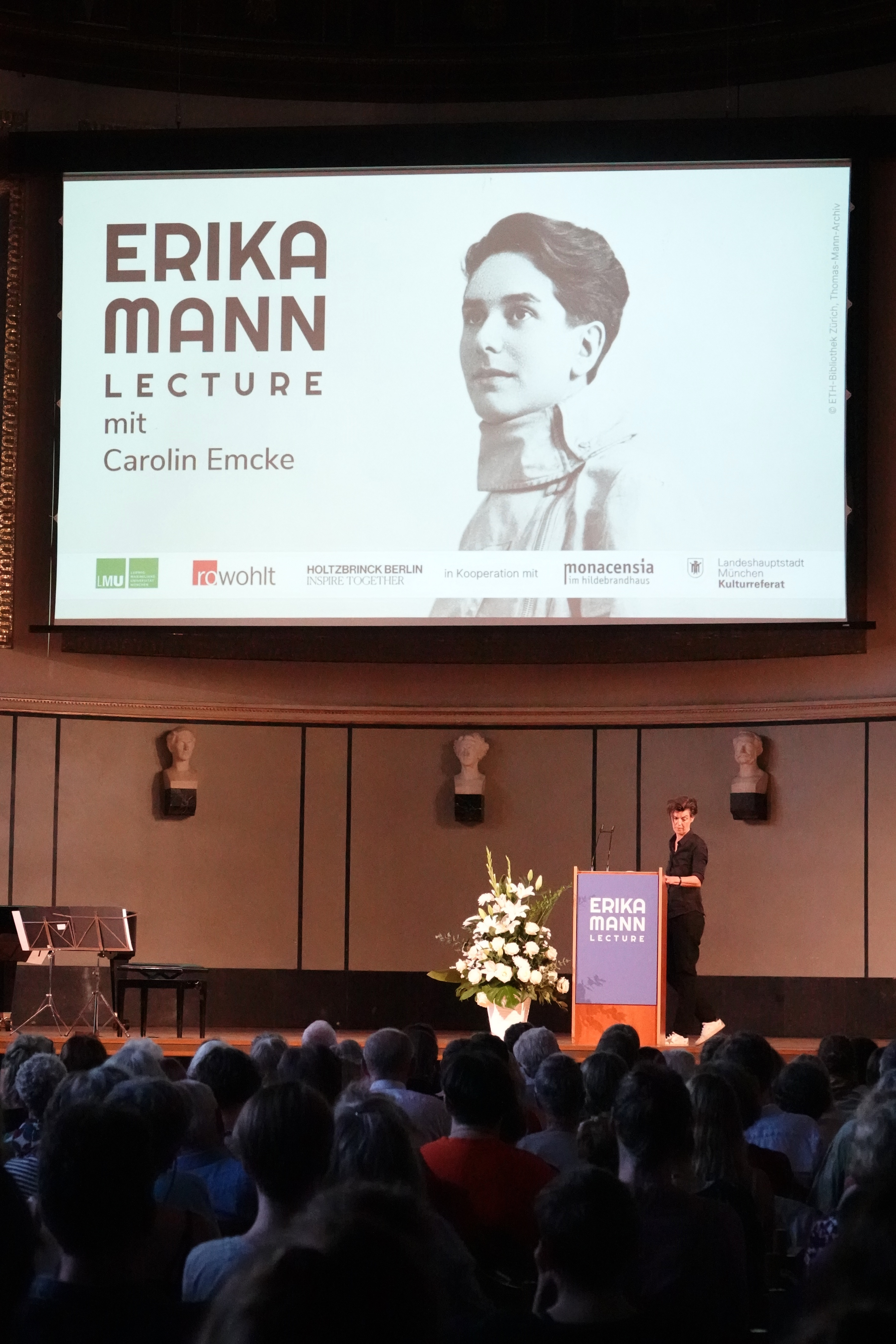
Carolin Emcke hält die Erika Mann Lecture 2024

Im Jahr 2023 rief die Fakultät für Sprach- und Literaturwissenschaften der Ludwig-Maximilians-Universität, zusammen mit Kooperationspartnern, die jährlich stattfindende Erika Mann Lecture ins Leben. In der vollbesetzten Großen Aula der Universität sprach im ersten Jahr Asal Dardan, 2024 Carolin Emcke.

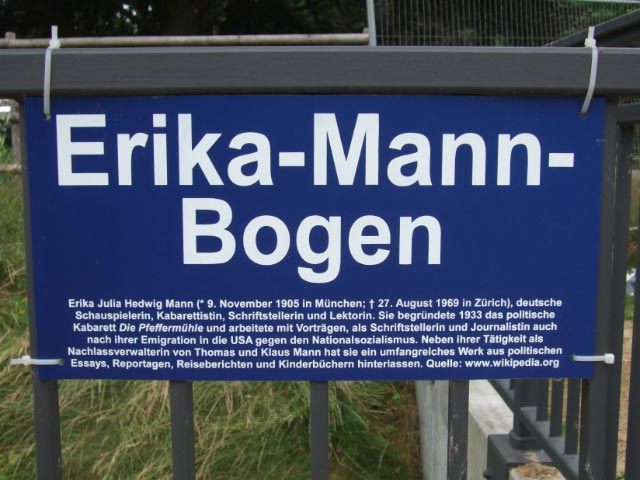
Zusätzliches Straßenschild in Hamburg mit einer kurzen Einführung, 2008
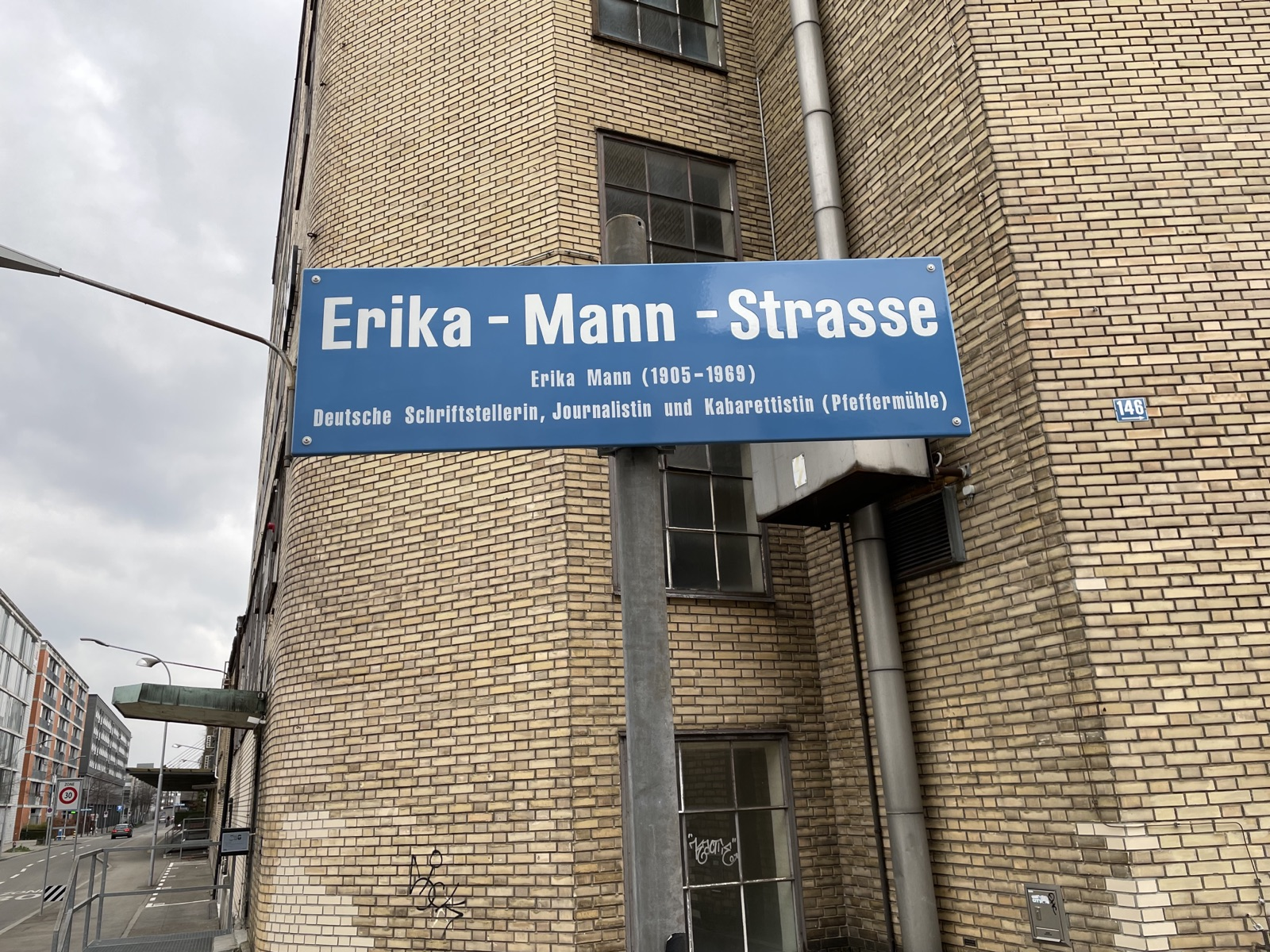
Erika-Mann-Strasse in Zürich
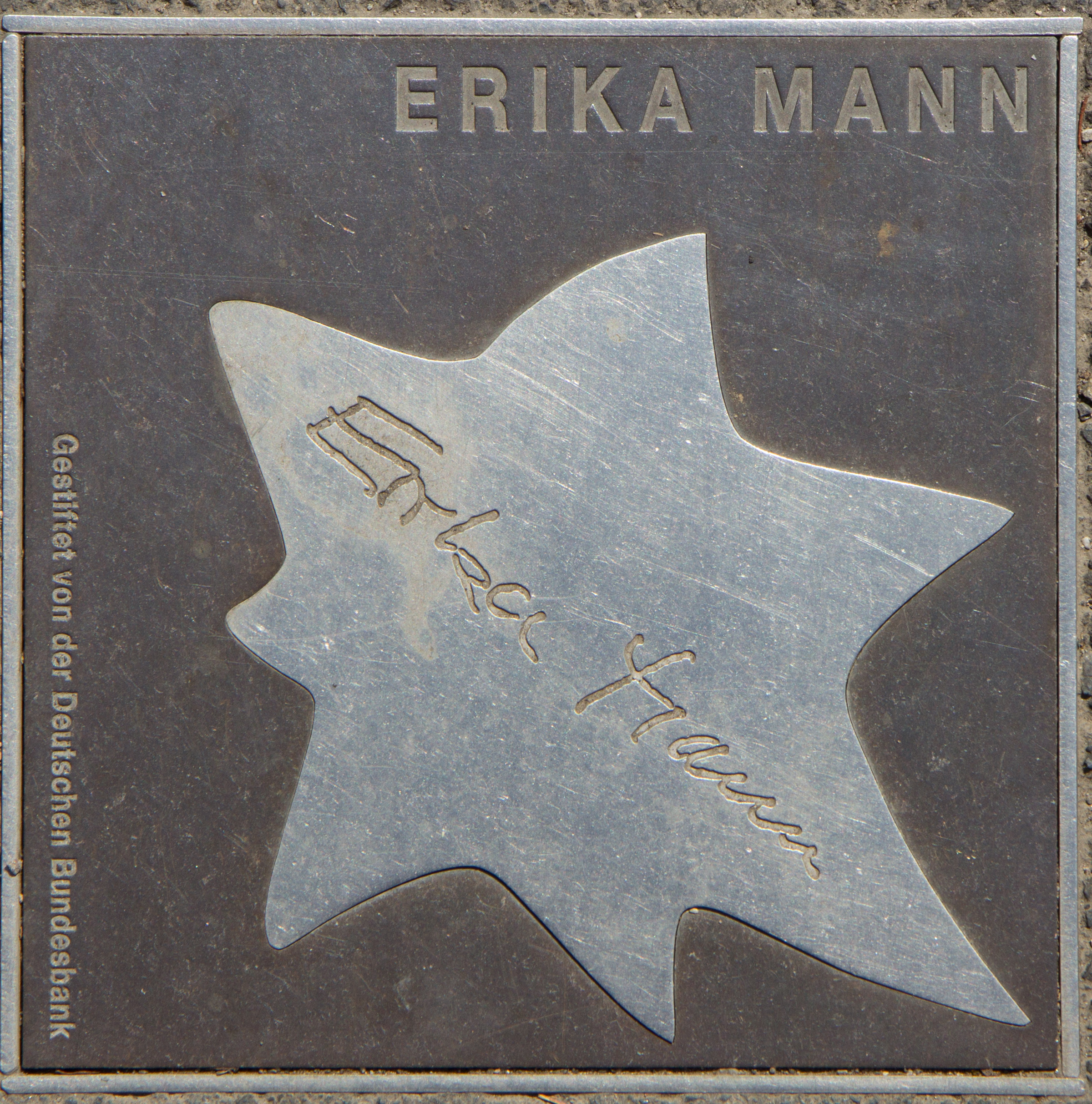
Sterne der Satire - Walk of Fame, Erika Mann

## Werke in deutschen Ausgaben (Auswahl)
- Zehn jagen Mr. X. Aus dem Englischen von Elga Abramowitz. Kinderbuch Verlag GmbH, Berlin 1990, ISBN 3-358-01562-9; Neuausgabe mit einem Nachwort von Uwe Naumann, Rowohlt, Hamburg 2019, ISBN 978-3-499-21851-4.
  - Originalausgabe A Gang of Ten. L. B. Fischer, New York 1942
- Zehn Millionen Kinder. Die Erziehung der Jugend im Dritten Reich. Rowohlt, Reinbek 1997, ISBN 3-499-22169-1.
- Mein Vater, der Zauberer. Rowohlt, Reinbek 1998, ISBN 3-499-22282-5. (Enthält den Briefwechsel mit Thomas und Katia Mann von 1919–1955 sowie Essays, Statements, Kommentare und Das letzte Jahr. Bericht über meinen Vater.)
- Briefe und Antworten. Hrsg. von Anna Zanco-Prestel. Neuausgabe: Rowohlt, Reinbek 1998, ISBN 3-498-04420-6.
- Blitze überm Ozean, Aufsätze, Reden, Reportagen. Rowohlt, Reinbek 2001, ISBN 3-499-23107-7. (Enthält die fragmentarische Autobiografie Ausgerechnet Ich und ihre wichtigsten, zum Teil bisher unveröffentlichten journalistischen Arbeiten.)
- Stoffel fliegt übers Meer. Mit Bildern von Richard Hallgarten, Nachwort von Dirk Heißerer. Rowohlt, Reinbek 2005, ISBN 3-499-21331-1.
- Jan’s Wunderhündchen. Ein Kinderstück in sieben Bildern. (Zusammen mit Richard Hallgarten). Mit einer Erklärung von Erika Mann. Hrsg. und mit einem Nachwort von Dirk Heißerer. Thomas-Mann-Schriftenreihe, Fundstücke 1. peniope. Anja Gärtig Verlag, 2005, ISBN 3-936609-20-9.
- Ausgerechnet Ich. Ein Lesebuch. Rowohlt, Reinbek 2005, ISBN 3-499-24158-7.
- Das letzte Jahr. Bericht über meinen Vater. Neuausgabe: Fischer, Frankfurt am Main 2005, ISBN 3-596-16637-3.
- Wenn die Lichter ausgehen. Geschichten aus dem Dritten Reich. Rowohlt, Reinbek 2006, ISBN 3-499-24413-6.

Zusammen mit Klaus Mann:
- Rundherum. S. Fischer Verlag, Berlin 1929, Neuausgabe: Rundherum. Abenteuer einer Weltreise. Rowohlt, Reinbek 1996, ISBN 3-499-13931-6.
- Das Buch von der Riviera. Was nicht im „Baedeker“ steht. Bd. XIV, Piper, München 1931. Reprint: Rowohlt, Reinbek 2003, ISBN 3-499-23667-2; Neuausgabe Kindler, Hamburg 2019, ISBN 978-3-463-40715-9.
- Escape to Life, aus dem Deutschen ins Englische übertragen von Mary Hottinger-Mackie. Houghton Mifflin, Boston 1939. Deutsche Originalausgabe: Escape to Life. Deutsche Kultur im Exil. edition spangenberg, München 1991; Rowohlt, Reinbek 1996, ISBN 3-499-13992-8.